# Бернардацці Олександр Осипович
Бернардацці Олександр Осипович (Йосипович) (італ. Aleksandr Osipovič Bernardazzi; нар. 2 серпня 1831, П'ятигорськ — пом. 14 (26) серпня 1907, Фастів, Київська губернія) — російський архітектор швейцарсько-італійського походження. Працював перш за все в Одесі, Кишиневі та Бендерах. Батько відомих архітекторів — Олександра та Євгена Бернардацці.

## Життєпис
Олександр Бернардацці народився 2 серпня 1831 року у місті П'ятигорськ, що на Кубані. Батьки, Осип Карлович та Доротея Вільгельміна Конраді, походили з швейцарсько-італійського роду, а батько теж був архітектором. Він з дружиною переїхав до Російської імперії з міста Памбіо (кантон Тічино), що у Швейцарії. В 12 років Олександра Осиповича відряджають до Санкт-Петербурга, навчатись на молодших курсах Будівельного училища (нині Санкт-Петербурзький державний архітектурно-будівельний університет). Закінчивши курси Бернардацці отримує професію помічника архітектора. І вже 1850 року він отримує молодшу технічну посаду в Бессарабській обласній будівельній та дорожній комісії.
Олександр Осипович майже 30 років працював головним архітектором Кишинева. А з 1875 року стає почесним громадянином міста.
1883 року архітектор переїжджає до Одеси, але продовжував працювати в Бессарабії, а через якийсь час почав працювати в Одеському університеті.

### Одеса

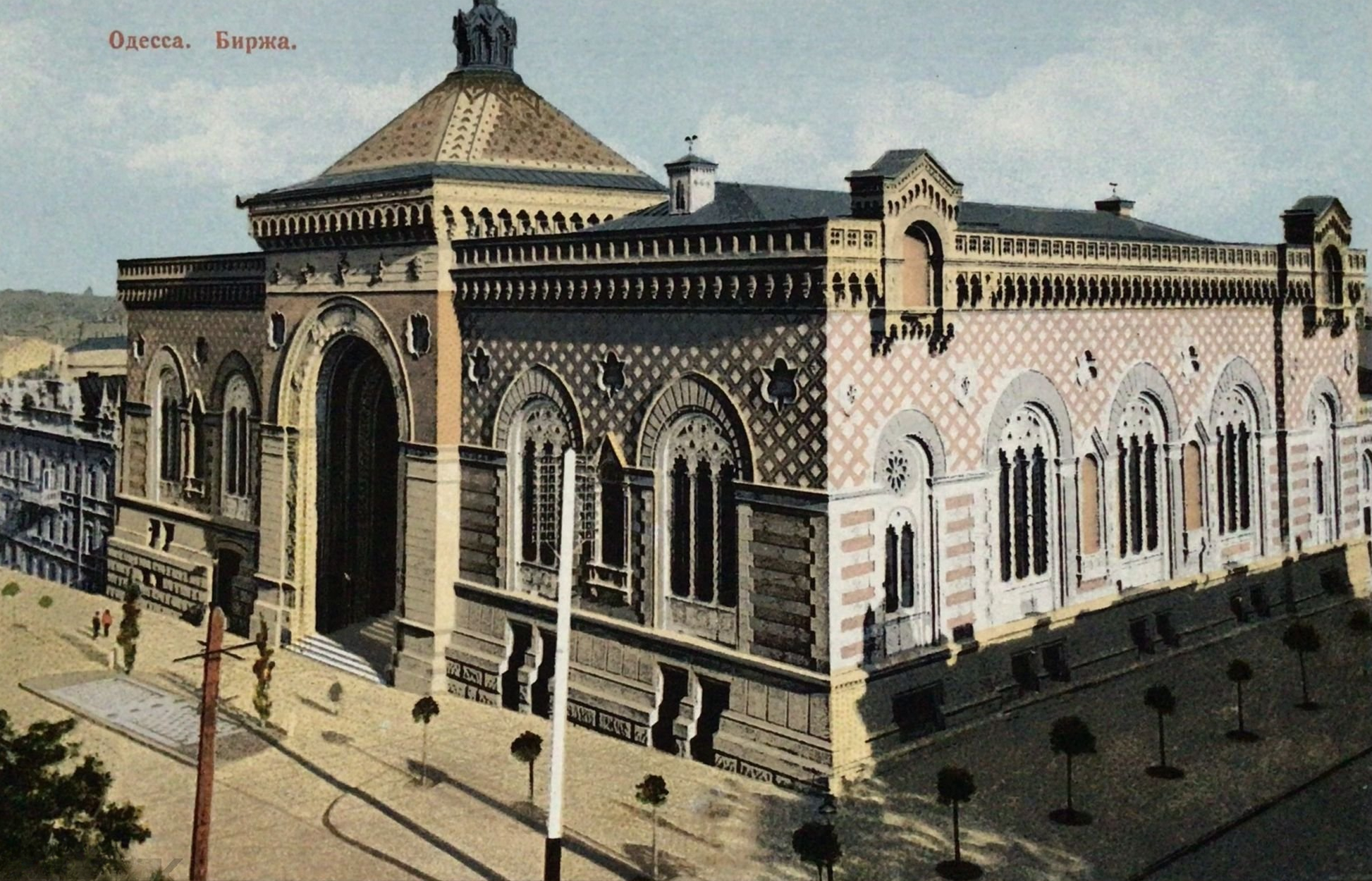
Нова біржа (нині Одеська обласна філармонія)

1879 року стає головним міським архітектором Одеси. Таким чином йому доручається зведення різних громадських будівель, участь, що споруджуються на замовлення міста, участь у будівельних комісіях. Першою його роботою був нагляд за будівництвом Одеського залізничного вокзалу, проєкт якого розробив столичній архітектор В. О. Шретер, далі слідує доробка проєкту Інвалідного будинку Старого кладовища, який виконав молодий архітектор Ю. М. Дмитренко. Також Бернардацці брав участь у будівництві Одеського оперного театру (бюро «Фельмер і Гельмер»), здійснював нагляд за спорудженням Реформатської церкви. Іноді виступав не тільки як будівельник, але й як підрядник або проєктувальник.
Окрім міських будівель виконував і приватні замовлення, за його проєктами було споруджено чимало будинків для осіб самого різного достатку, від простих двоповерхових флігелів до рясно оздоблених прибуткових будинків.
Сучасники дуже добре оцінювали творчій доробок архітектора. У столичному архітектурному журналі «Зодчій» у 1900 році була надрукована ювілейна стаття на честь 50-річної архітектурної діяльності О. Й. Бернардацці. Одним з найкращих проєктів архітектора була доробка проєкту Нової біржі, яка вражає розкішшю рясного оздоблення і цілісністю вигляду. Саме на даній будівлі на честь 50-річного творчого ювілею на стіні головних сходів було встановлено бюст архітектора виконаний одним з найкращих одеських скульпторів Б. В. Едуардсом.
На початку ХХ століття залишається вірним стилю історизм, однак, спільно з тим починає використовувати декоративні фасадні кахлі, які можна побачити на будинках Петрококіно та Гарбузова. Кахляні панно були і у проєктах клінік Медичного факультету Новоросійського університету, однак у наслідок обмеженості бюджету цей задум залишився нереалізованим. Дані проєкти були останніми відомими проєктами О. Й. Бернардацці у Одесі. У 1905—1906 роках він виступає у ролі підрядника по спорудженню нового міського будинку публічної бібліотеки, яку у наслідок затримок у роки революції вдалося закінчити лише на початку 1907 року.
Останнім відомим твором О. О. Бернардацці є спорудженний у 1907 році триповерховий будинок С. Д. Кравченкова на Садиковській вулиці на Молдаванці, к тому же районі, але північніше мешкав сам архітектор.
У 1884 році О. О. Бернардацці мешкав у Будинку Розенталя на Преображенській вул., 11 (тоді № 7), що нині не існує. У 1888 році архітектор мешкає вже у будинку Беренца на Канатній, 35 (тоді № 23), у 1890 Бернардацці проживав за адресою Старопортофранківська вул.,6, але така адреса існувала як з боку Молдованки (вул. Мечнікова), так і з боку нинішньої вул. Леонтовича. У 1891 році Бернардацці проживав у будинку Вейнштейна на Князівській вул., 2 навпроти будинку ОВІРТТ. У межах 1895–1896 років Бернардацці переїхав у будинок Новікова на вул. Буніна, 8. У 1901 році Бернардацці переїхав у будинок підрядника Єрмошкіна на Ніжинській вул., 47 (тоді № 45Б). У межах 1902—1903 років він переїхав у споруджений за проєктом М. І. Лінецького будинок Амбелікопуло на вул. Дідріхсона, 7 — це останнє відоме місце мешкання О. О. Бернардацці.
27 (14) серпня 1907 року Олександр Осипович помер у місті Фастів, але згідно заповіту був похований у Кишиніві.

## Споруди

### Кишинів
- Перебудова будинків гімназії, 1863 р.
- Огорожа міського саду, 1863 р.
- клуб
- Залізничний вокзал, проєкт: арх. Лонський Г. Ф., нагляд: арх. Бернардацці О. Й.
- Тимчасовий театр
- Пожежна каланча
- Школа лютеранської парафії
- Тріумфальні арки й брама для зустрічі Олександра II, 1878 р.
- Будинок Ришкан-Деорожинського
- Будинок Донічі
- Будинок Кассо
- Будинок Феодосія
- Пам'ятник на могилі Маркова
- Водонапірна вежа, ? — 1892 рр.
- Православний храм св. Пантелеймона (Грецька церква), 1887–1891, ул. Влайку Пыркэлаб, 42
- Будинок, 1890 р., Садова вул, 103
- Домова церква Жіночої гімназії, 1895 p.
- Окружний суд, кін. XIX ст.
- Жіноча гімназія Дадіані, 1899–1901 рp.
- Міська дума, арх. Елладі М. А. (припускається участь Бернардацці О. Й.[12]), 1900–1902 рp.

### Одеса
Житлові споруди
- Перебудова будинку Залужного, проєкт: Дмитренко Ю. М., нагляд: Дмитренко Ю. М., потім Бернардацци О. Й., 1887 р., Жуковського вул., 27 / Ккатеринінська вул., 34[13]. Пам'ятник архітектури № 275-Од і пам'ятник історії[14]
- Флігель Михайлової, 1888 р., Гаванна вул., 11[15]
- Флігель Михайлової, 1888 р., Кузнечна вул., 32 / Спирідонвська вул. ,18[15]
- Будинок Сінадіно, арх. Бернардацці О. Й., 1890 р. Реконструкція, арх. Дмитренко Ю. М., 1899 р., Маразліївська вул., 32 / Сабанський пров., 2[16]. Пам'ятник архітектури № 258-Од[17] (зруйнований у 1970 — 1980-х роках)
- Флігель Й. Б. Калачковського, 1890 р., Велика Арнаутська вул., 29 / Канатна вул., 60[15]
- Будинок С. С. Білої, 1890 р., вул. Осипова, 20[18][1]
- Будинок К. К. Петрококіно, 1890 р., Троїцька вул., 20. Пам'ятник архітектури № 860-Од і пам'ятник історії[19]
- Реконструкція складу у житло і надбудова третього поверху для Ф. Теохаріді, 1890 р., Єлісаветинська вул., 13[20][15]
- Флігель Е. Трубічі, 1891 р., Князівська вул., 12[15] (північна споруда)
- Будинок Левіна і Дубського, 1891 р., Дальницька вул., 37[15]
- Будинок Є. В. Доппельмєєр, 1891 р., Пастера вул., 34[21]. Пам'ятник архітектури № 634-Од[14]
- Будинок Левіта, 1891 р., Преображенська вул., 15[15]. Пам'ятник архітектури № 660-Од[14]
- Будинок Б. Ф. Гаусмана, 1893, Базарна вул., 32 / Канатна вул., 46[15]
- Будинок Гуровича, арх. Бернардацці О. Й., ? — 1893 р.[15]або перебудова будинку Гуровича, арх. Бернардацці О. Й., 1900 р.[21], вул. Гоголя, 23. Пам'ятник архітектури № 184-Од і пам'ятник історії[14]
- Перебудова будинку Абрама Мойсейовича Бродського, 1893 р., Дерибасівська вул., 31 / пров. Віце-адмірала Жукова, 2[21]. Пам'ятник архітектури № 236-Од і пам'ятник історії[14]
- Прибутковий будинок спадкоємців Абрама Мойсейовича Бродського, 1893 р., Рішельєвська вул., 10 / Грецька вул., 26[15]. Зберігся перший та частина другого поверху. Відновлений за новим проєктом у 1952–1954 рр.[22].
- Роботи на ділянці Тработі (реконструкція або нове будівництво), 1894 р., Дворянська вул., 1 / Єлісаветинська вул., 16[15] (будівлі не збереглись)
- Перебудова будинку Яновської, 1894, Дворянська вул., 20[21]
- Будинок (пізніше — Шполянського), 1894, Велика Арнаутська вул., 32 / Пушкінська вул., 61. Пам'ятник архітектури № 134-Од[14]
- Особняк Яловікова, 1895[21], вул. Дідріхсона, 7. Пам'ятник архітектури № 430-Од[14]
- Будинок А. Вітмана[1] (у переліку пам'яткок — Петрококіно[14]), кін. ХІХ ст. (за одним з джерел — 1896[21]), Маразліївська вул., 12. Пам'ятник архітектури № 445-Од[14]
- Реконструкція особняка барона Фоми Арістовича Масса, арх. Бернардацци О. Й. за участю Мінкуса А. Б., 1897–1898 рр., Лідерсівський бул., 11[21] (пізніше надбудований і перебудований). Пам'ятник історії[14]
- Особняк Євгена Йосиповича Буковецького, кін. 1890-х рр., Князівська вул., 27. Пам'ятник архітектури № 358-Од і пам'ятник історії[14]
- Будинок І. Гилевич, 1899 р., Князівська вул., 28[21]. Пам'ятник історії № 359-Од[14] (ліва споруда)
- Будинок (пізніше — А. Шполянского), кін. ХІХ ст. (за однієї з версій — 1894[15]), Пушкінська вул., 34 / Троїцька вул., 26. Пам'ятник архітектури № 708-Од[14]
- Особняк, кін. XIX в., Удільний пров., 6. Пам'ятник архітектури (без номера)[23] (більше не існує)
- Особняк Ярошенка, кін. ХІХ ст., Ланжеронівська пл., 23 (біля Лідерсівського бульвару)[1]. (не зберігся).
- Будинок Леммє (кутовий), поч. ХХ ст., вул. Жуковського, 15 / Пушкінська вул., 22. Пам'ятник архітектури № 698-Од[14]
- Будинок Петрококіно, 1900 р., Троїцька вул., 18. Пам'ятник архітектури № 859-Од і пам'ятник історії[24][14]
- Реконструкція будинку Г. Януша, 1901 р., Катеринінська пл., 5[15]. Пам'ятник архітектури № 311-Од[14](зображався на гравюрах і до 1901 року)
- Будинок Володимира Васильовича Гарбузова, 1901 р. Будівництво секції будівлі по Ольгіївської, 1904 р., Ольгіївська вул., 17 / Князівська вул., 18[25]. Пам'ятник архітектури № 581-Од і пам'ятник історії[14]
- Будинок С. Д. Кравченкова, 1907 р., Садиковська вул., 19[3][4]. Щойно виявлений пам'ятник архітектури[14]

Громадські споруди
- Старий залізничний вокзал станції «Одеса-Головна», проєкт: Шретер В. О., нагляд: арх. Бернардацці О. Й., підрядник: Лонський Г. Ф., 1879–1883 рр., Привокзальна пл., 2[15][21] (зруйнований у 1944 р.)
- Міський театр, проєкт: бюро «Фельнер Ф. і Гельмер Г.», нагляд: Бернардацці О. Й., Гонсіоровський Ф. В. за участі Дмитренко Ю. М., поідрядник: Фрей Р., згодом Ціфферер Д. Скульптори: Етель Ф., Стрікціус Л., Фрідль Ф., Наталі Ф. А., Молінарі М. Л., 1884–1887 гг., пров. Чайковського, 1[21]. Національний пам'ятник архітектури № 549 і місцевий пам'ятник історії[14]
- Інвалідний будинок Старого кладовища в пам'ять царювання Олександра II, проєкт: Дмитренко Ю. М., 1884 р. Доопрацювання фасаду і будівництво: гр. інж. Бернардацці О. Й., Лонський Г. Ф., 1885–1886 рр. Влаштування огорожі, арх. Моранді Ф. О., в межах 1885–1888 рр., вул. Мечникова, 53[16]. Пам'ятник архітектури № 487-Од[14]
- Православний храм св. Миколая у Ботанічному саду, арх. Бернардацци О. Й., 1887 р. Реконструкція та спорудження колокольні, арх. Прокопович Л. Ф., 1894–1896 рр., Канатна вул., 101[15](не зберігся)
- Колонія Одеського товариства виправних притулків, проєкт: Бернардацці О. Й., підрядник: Левін Г., 1887–1889 рр., Люстдорфська дор., 11[21] (збереженість невідома)
- Корпус училища доктора Гольда, 1888[26] р., вул. Чорноморського козацтва, 20. Щойно виявлений пам'ятник архітектури[14]
- Реконструкція млину Вейнштейна, 1880-і — 1890-і рр., вул. Чорноморського козацтва, 22[21]. Щойно виявлений пам'ятник архітектури[14]
- Домовий храм св. Олександра Невського Коммерційного училища ім. Миколи І, інж.-арх. Бернардацці О. Й., іконостас: ск. Сакович І. І., 1888 р., Преображенська вул., 8[15][27]
- Притулок в пам'ять 17 жовтня 1888 року (притулок для привілейованих), проєкт: арх. Бернардацці О. Й., нагляд: арх. Шейнс А. Е., Яценко І. Ф., підрядник: Умєстнов М., 1889–1890 рр., Канатна вул., 83[21] (не зберігся);
- Корпуси Євангелічної лікарні, проєкт: арх. бюро Шміден X., Шпеєр Р., Вельцин[28]. Будівництво: інж.-арх. Бернардацці О. Й., 1890–1892 рр., вул. Бєлінського, 11[14] (не збереглись)
- Астрономічна обсерваторія (спільно з Толвінським М. К.), 1890–1895 рр., Маразліївська вул., 1в[15][21]. Щойно виявлений пам'ятник[14]
- Будівля одеського відділення Імператорського Російського технічного товариства, проєкт: арх. Меснер Е. Я., проєкт фасаду: Бернардацці О. Й. Нагляд: арх. Бернардацці О. Й. за участю Тодорова А. Д., Толвінського Н. К., інж. Чеховича П. С., інж. Дитерихса М. М., ск. Наталі В. О., Леонарда І. Ф., 1892 р. Оздоблення інтер'єрів, арх. Шеврембрандт Г. К., 1894 р. Меморіальні дошки в головному залі, арх. Троупянський Ф. А., поч. ХХ ст. Зруйнований у 2016 р., Князівська вул., 1а[15][21]. Пам'ятник архітектури № 345/1-Од і пам'ятник історії[14] (зруйнований у 2016 році)
- Реформатська церква, проєкт: арх. Шретер В. О., 1892 р. Нагляд: Бернардацці О. Й., Мінкус А. Б., інж. Скведер Х. Г., підрядник: Лонський Г. Ф., 1892–1896 рр., вул. Пастера, 62[21]. Пам'ятник архітектури № 643-Од[14]
- Будинок товариства Червоного хреста, 1891–1892 рр., Маріїнська вул., 3[15] (пізніше надбудований третій поверх)
- Тютюновий магазин Асвадурова, арх. Бернардацці О. Й., ск. Іоріні Л., 1894 р., Катеринінська вул., 14[21]
- Нова біржа, фор-проєкт: арх. Прохаска В. І., 1891 р. Переробка проєкту: арх. Бернардацці О. Й., нагляд за спорудженням: Бернардацці О. Й., Домбровський В. О. за участю арх. Шмідта В. І. Оформлення: ск. Молінарі М. Л., Менціоне Л. Д., Едуардс Б. В., худ. Кассіолі, Карабін М., 1894–1899 рр. А. Бюст архітектора Бернардацці О. Й., ск. Едуардс Б. В., 1900 р., Буніна вул., 15 / Пушкінська вул., 17[21]. Національний пам'ятник архітектури № 552[14]
- Будівля магазину «Тютюн Егіза», 1894 р., Дерибасівська вул., 31[15]. Пам'ятник архітектури № 236-Од[14](фасад зберігся частково)
- Універмаг торгового дому Петрококіно, 1895–1896 рр., Грецька вул., 28[21] (не зберігся)
- Будинок П. Кухти, 1895 р., Князівська вул., 40 / Торгова вул., 24[21]. Пам'ятник архітектури № 362-Од і пам'ятник історії[14]
- Оздоблення підвалу «Грот» у будинку Музею Товариства Красних мистецтв для виставки Домовлаштування, 1895 р., Софіївська вул., 5а[21]
- Будівля Міщанської управи, 1896 р., Старопортофранківська вул., 36[21] Пам'ятник архітектури № 827-Од[14]
- Реконструкція грецького жіночого училища Родоканакі, 1896 р., Троїцька вул., 37а[21]. Пам'ятник архітектури № 867-Од[14]
- Казенний виночищувальний склад № 1, ІІ-а пол. 1890-х рр., Середнефонтанська вул., 2[1]. Корпус № 2 — щойно виявлений пам'ятник архітектури[14]
- Казенний виночищувальний склад № 2, ІІ-а пол. 1890-х рр., вул. Бабеля, 36[1].
- Готель «Брістоль», проєкт та нагляд: арх.-інж. Бернардацци О. Й. за допомогою Мінкуса А. Б., ск. Молінарі М. Л., 1898–1899 рр., Пушкінська вул., 15 / вул. Бунина, 14[21]. Пам'ятник архітектури № 29-Од і пам'ятник історії[14]
- Синагога Нахлас-Еліезер, 1898 р., вул. Одарія (біля № 3/1)[21] (частково зруйнована)
- Реконструкція водолікарні Шорштейна для Акційного товариства водолікування і купання, 1900 р., вул. Юрія Олеші, 9[29] (не збереглась).
- Бельведер в Олександрівському парку, 1900 р.[15](не зберігся)
- Млин, проєкт: інж.-арх. Бернардацці О. Й., підрядник: Лонський Г. Ф., поч. ХХ ст., Млинова вул., 31. Щойно виявлений пам'ятник архітектури[14]
- Товариство взаємного кредиту, 1901–1903 рр., Пушкінська вул., 10 / Грецька вул., 18[15]. Пам'ятник архітектури № 27-Од[14]
- Терапевтична клініка Медичного факультету Новоросійського університету, проєкт та нагляд: Бернардацці О. Й., підрядник: Гарбузов В. А., 1901–1903 рр., вул. Пастера, 9[2]. Пам'ятник архітектури № 617/3-Од і пам'ятник історії[14]
- Клініка хірургії, акушерства і жіночих хвороб Медичного факультету Новоросійського університету, проєкт і нагляд: Бернардацці О. Й., підрядник: Гарбузов В. А., 1901–1903 рр., вул. Пастера, 9[2]. Пам'ятник архітектури № 617/1-Од і пам'ятник історії[14]
- Реконструкція корпусу для юридичного та історико-філологічного факультету Новоросійського університету, проєкт: арх. Н. К. Толвінський, 1899 р. Нагляд та зміна у 1901 році первісного проєкту: ців. інж Бернардацці О. Й., 1901–1902 рр., Преображенська вул., 24[2]. Пам'ятник архітектури № 663/1[14]
- Бібліотека Новоросійського університету, проєкт і нагляд: арх. Толвінський М. К. (закінчення будівництва — інж.-арх. Бернардацці О. Й.), 1899–1901 рр., Преображенська вул., 24[2]. Пам'ятник архітектури № 663/2 і пам'ятник історії[14]
- Амбулаторія Медичного факультету Новоросійського університету, проєкт і нагляд: Бернардацці О, Й., підрядник: Гарбузов В. А., 1902–1903 рр. Надбудова третього поверху. проєкт: арх. Бауер Б. А., нагляд: Ландесман С. А., 1912–1913 рр., Валіховский пров., 5 корпус 1[2]. Пам'ятник архітектури № 567/3-Од[14]
- Дитяча клініка ім. Л. А. Абамєлік і клініка нервових хвороб Медичного факультету Новоросійського університету, проєкт і нагляд: Бернардацці О, Й., підрядник: Гарбузов В. А., 1902–1905 рр., Валіховский пров., 5[2]. Пам'ятник архітектури № 617/2-Од і пам'ятник історії № 124-Од[14]
- Клініка очних хвороб Медичного факультету Новоросійського університету Медичного факультету Новоросійського університету, проєкт і нагляд: Бернардацці О, Й., підрядник: Гарбузов В. А., 1902–1905 рр., Ольгіївська вул., 4/1[2]. Пам'ятник історії № 567/4-Од[14]
- Реконструкція колишнього складського будинку у адміністративний корпус Медичного факультету Новоросійського університету, проєкт і нагляд: Бернардацці О, Й., 1902–1903 рр., узвіз Марінеско, 20 / Валіховський пров., 2[2]
- Студентський гуртожиток на 150 осіб Новоросійського університету, 1902 р., вул. Дидрихсона, 13 корпус 3[15]. Пам'ятник історії[14] (пізніше надбудований та перебудований)
- Міська публічна бібліотека, проєкт: арх. Нестурх Ф. П., 1904 р. Будівництво, підрядник: инж.-арх. Бернардацці О. Й., 1905–1907 рр., Пастера вул., 13[30]. Національний пам'ятник архітектури № 1464 і місцевий пам'ятник історії[14]
- Оранжерея Ботанічного саду, Французький бул., 87[15] (рік спорудження не вказаний)
- Склеп і скеля-п'єдестал пам'ятника генералу Ф. Радецькому на Новом християнському кладовищі (1890—1891 pp., ск. В. Шервуд, не зберігся).
- Пам'ятник родини Лемме на Старому християнському кладовищі в Одесі (не зберігся)
- Пам'ятник Новікову на Старому християнському кладовищі (не зберігся)
- Грати навколо дубу біля пам'ятника Олександру II в Олександрівському парку (не збереглися)

### Інші міста
- переправа через Дністер при с. Маяки для 12-ї дивізії генерала Ліпранді., у межах 1852–1854 рр.[15]
- Палац Манук-Бея у с. Ганчешти
- Храм для Манук-Бея у с. Устя
- Оздоблення фортеці у Бендерах для прийому Олександра II
- Католицька каплиця у Бендерах.
- Будівлі Бендеро-Галацької залізниці
- Пам'ятник Олександру III і військам біля посаду Нова Прага, 1889 p.
- Свято-Миколаївський собор у Євпаторії, проєкт: арх. О. О. Бернардацці, поч. 1890-х рр. Нагляд: арх. Генрих А. Л., 1893—1899 рр. Золотий хрест на куполі, ск. Едуардс Б. В.[31]
- Корпус лікарні в Котюжанах, 1905 p.
- Храм св. Олександра Невського в Унгенах, 1905 р.[32]
- Успенська церква в Коробчиному[33](1909)

## Праці
- Народный музей будущего // Зодчий. — 1900. — № 8.
- Теоретические высказывания на съездах русских зодчих (1902, 1904)
- Производство бетонных работ по постройке Одесской биржи // Зодчий. — 1900. — № 8. — С. 102—105.

## Молдова

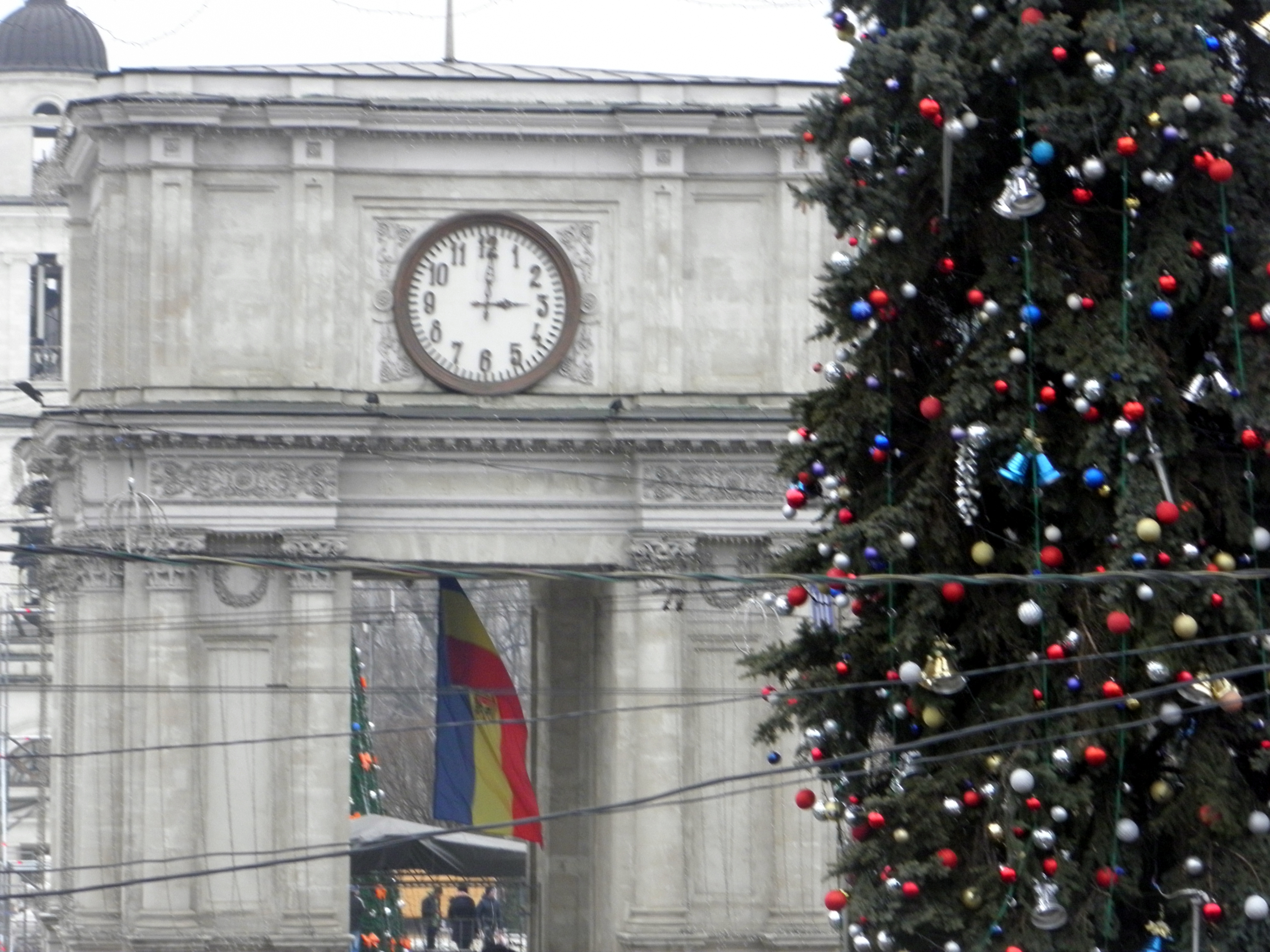
Тріумфальна арка у Кишиневі
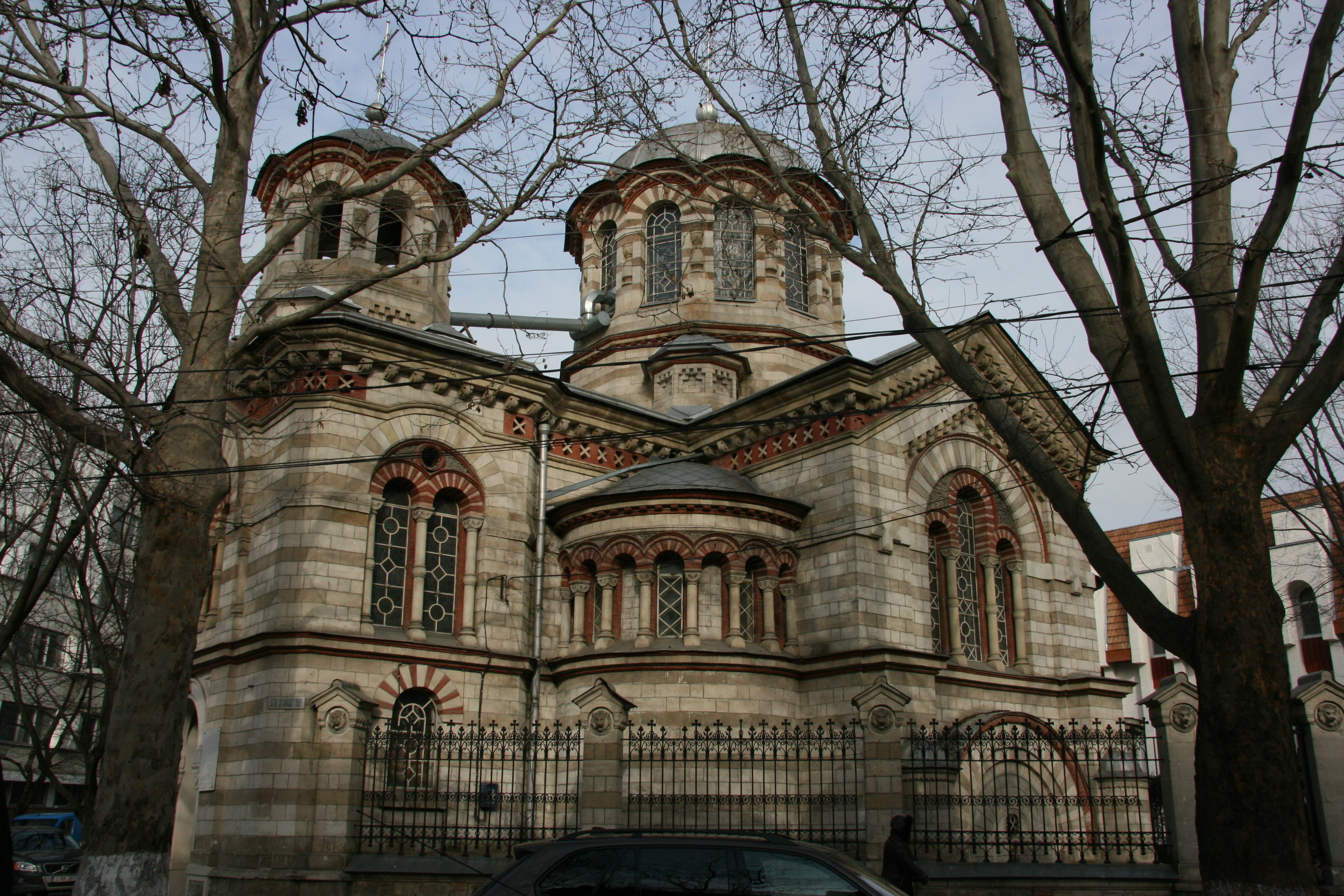
Православний храм св. Пантелеймона у Кишиневі, 1887-1891
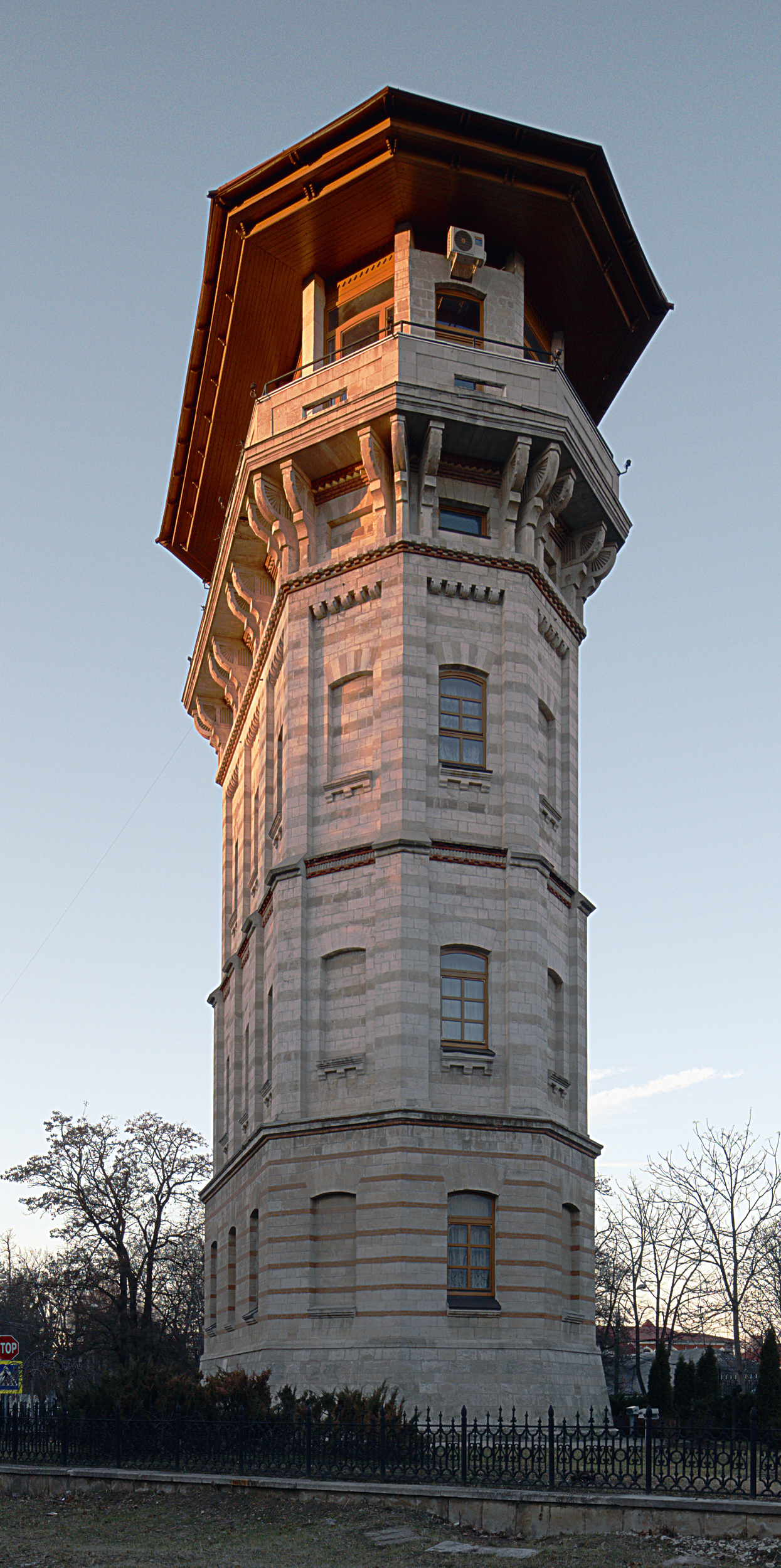
Водонапірна вежа у Кишиневі, ? - 1892
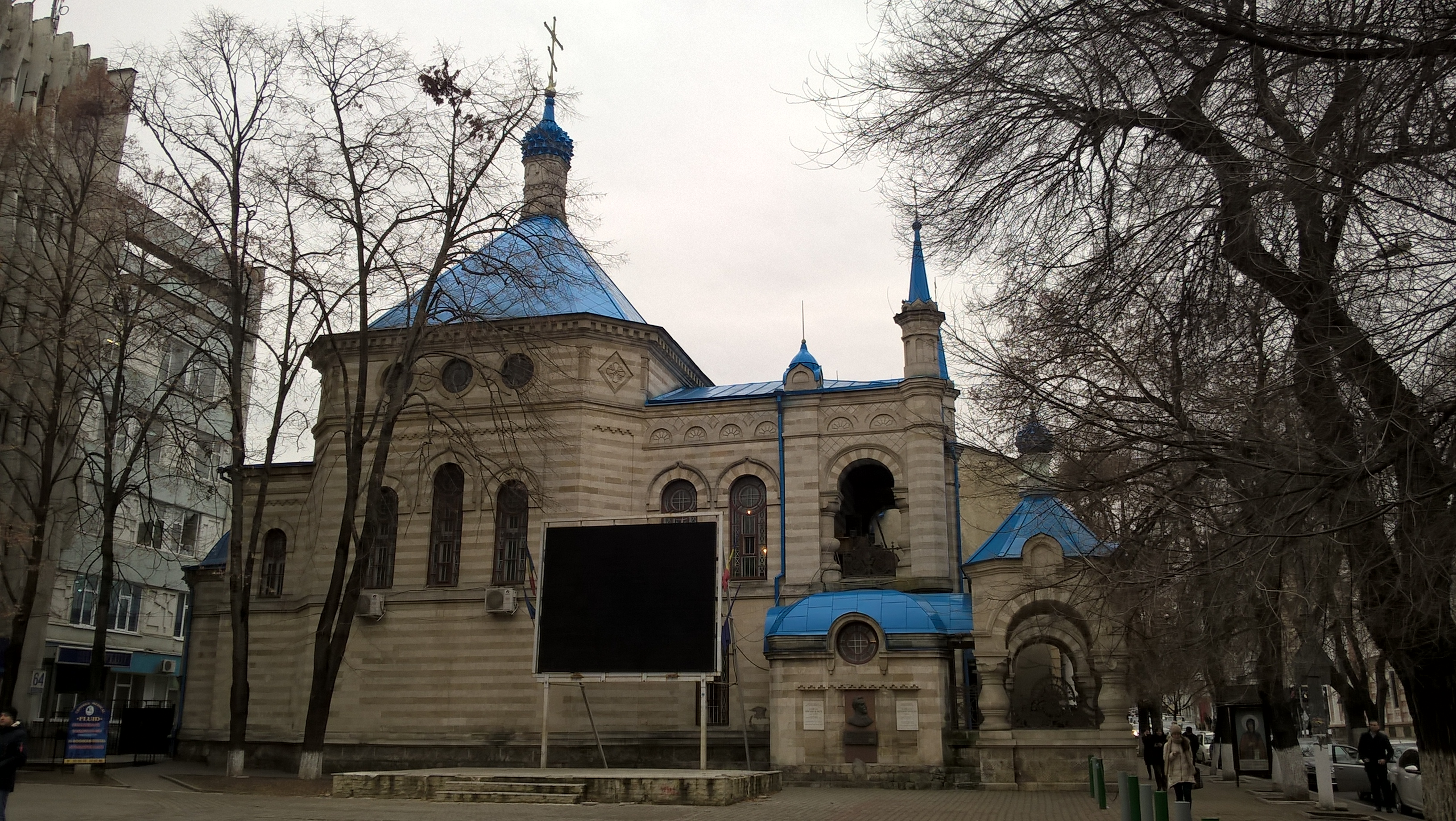
Домова церква Жіночої гімназії у Кишиневі, 1895
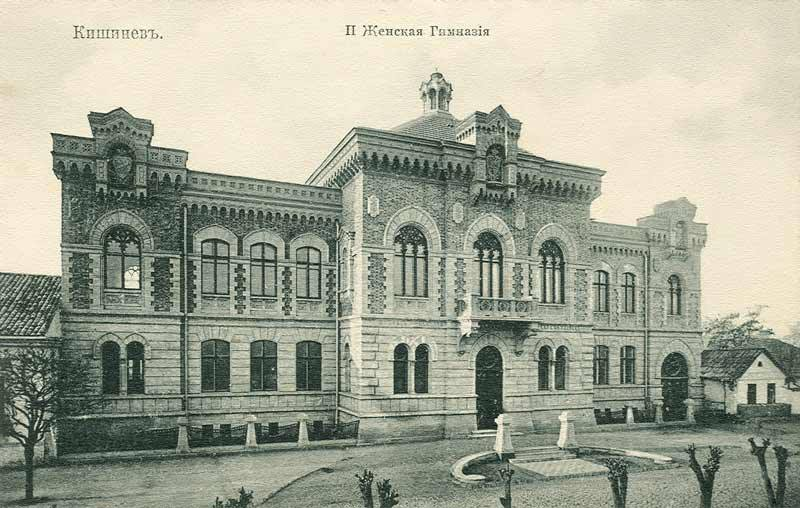
Жіноча гімназія Дадіані у Кишиневі, 1899 - 1901 рp.

## Україна

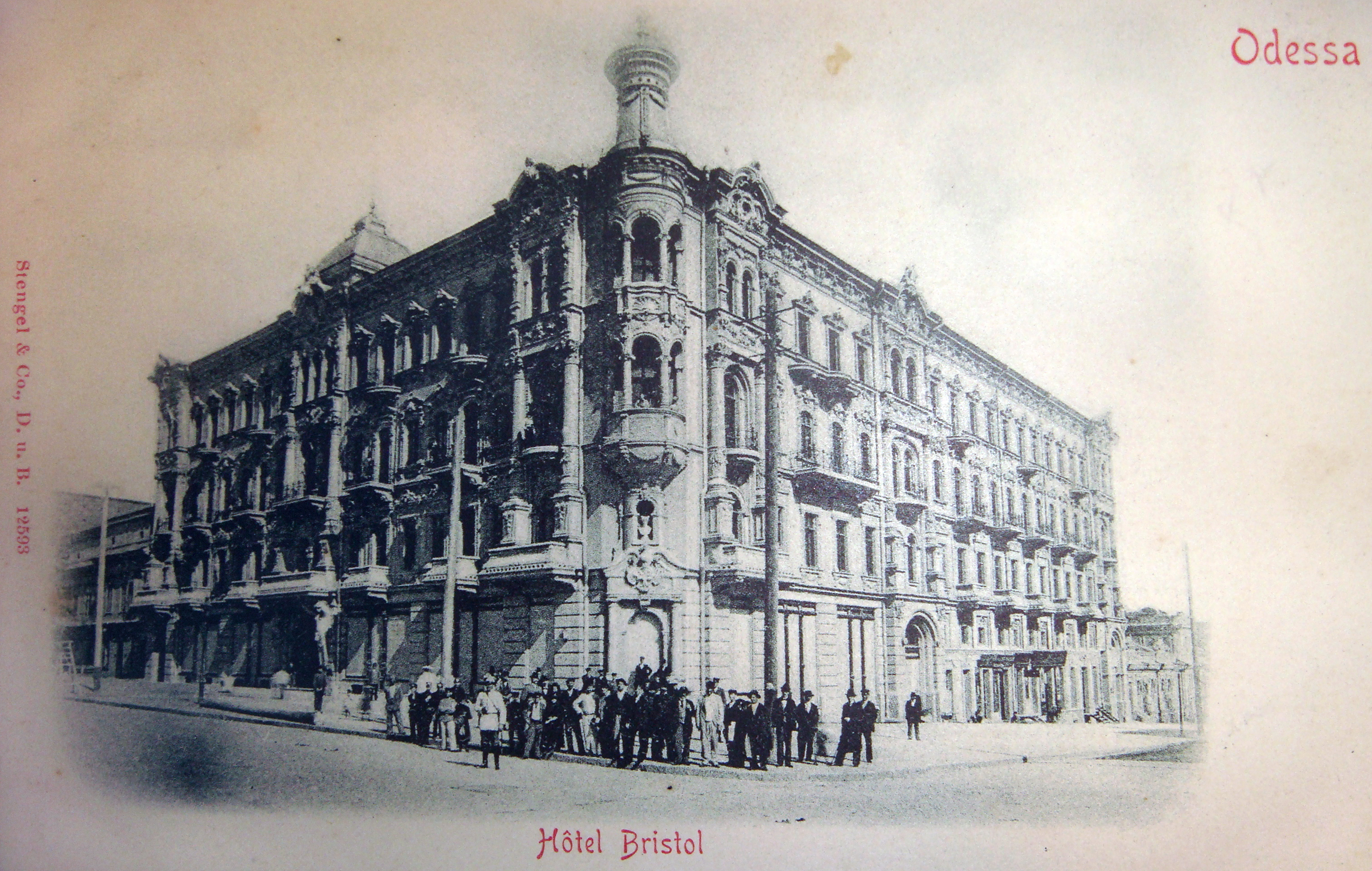
Готель «Брістоль», 1898 - 1899
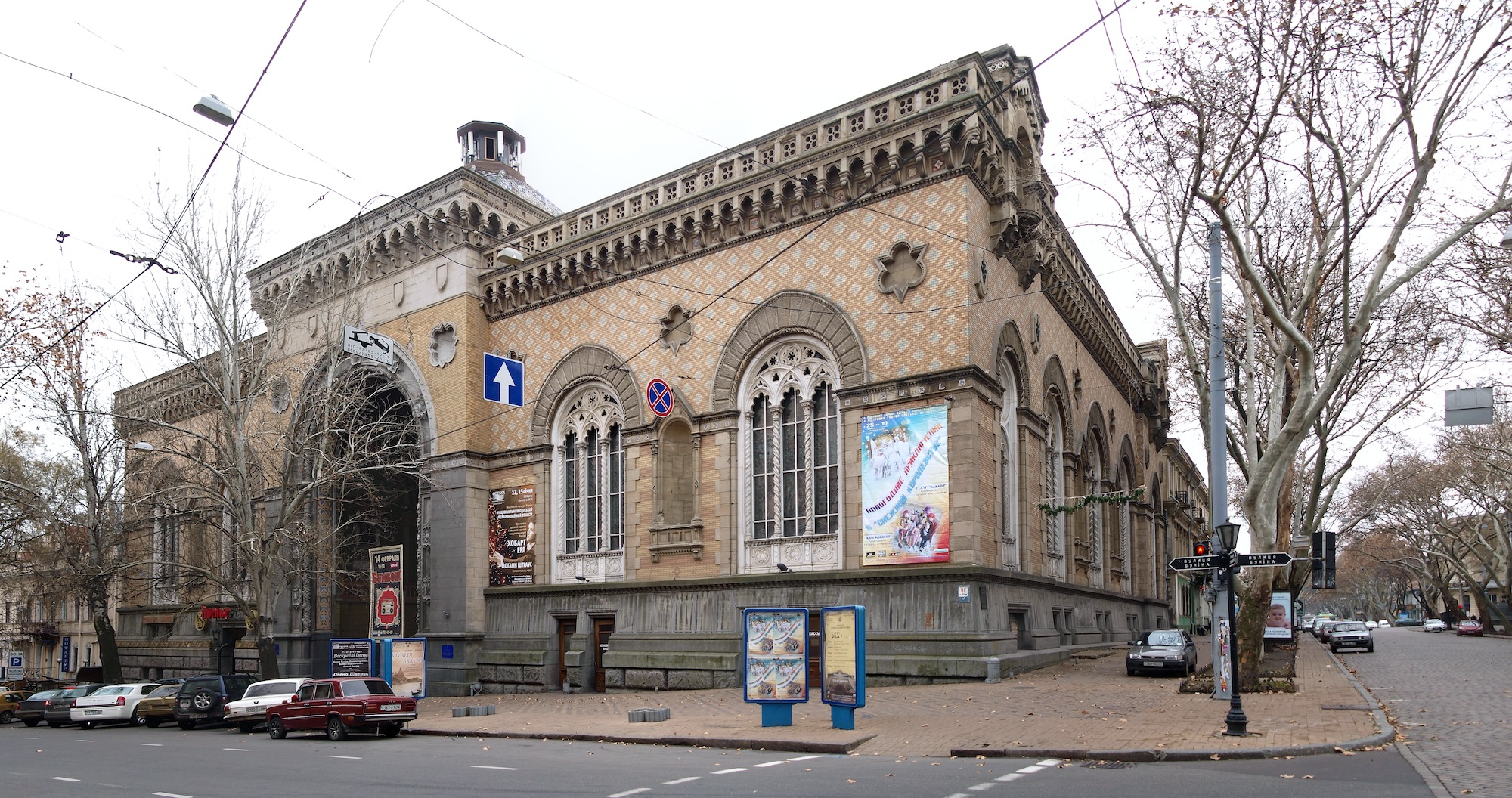
Нова біржа (Одеська обласна філармонія), доробка проєкту та будівництво 1894-1899
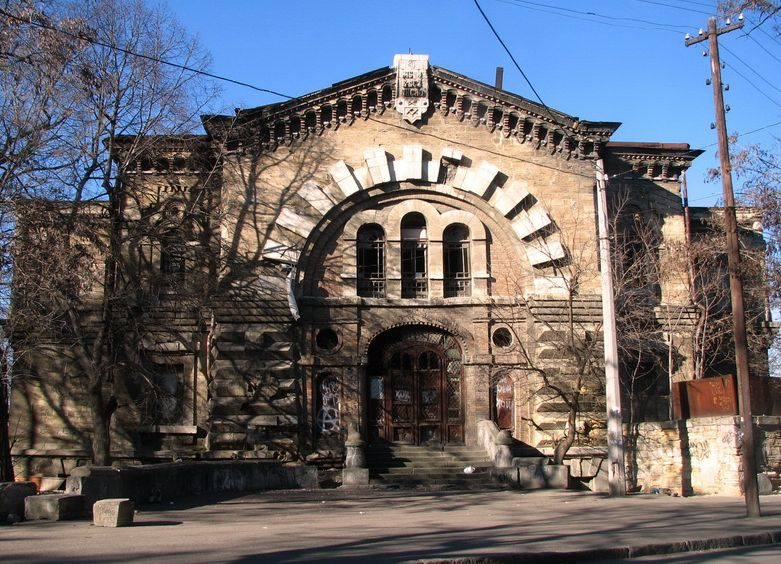
Будинок одеського відділення Імператорського Російського технічного товариства
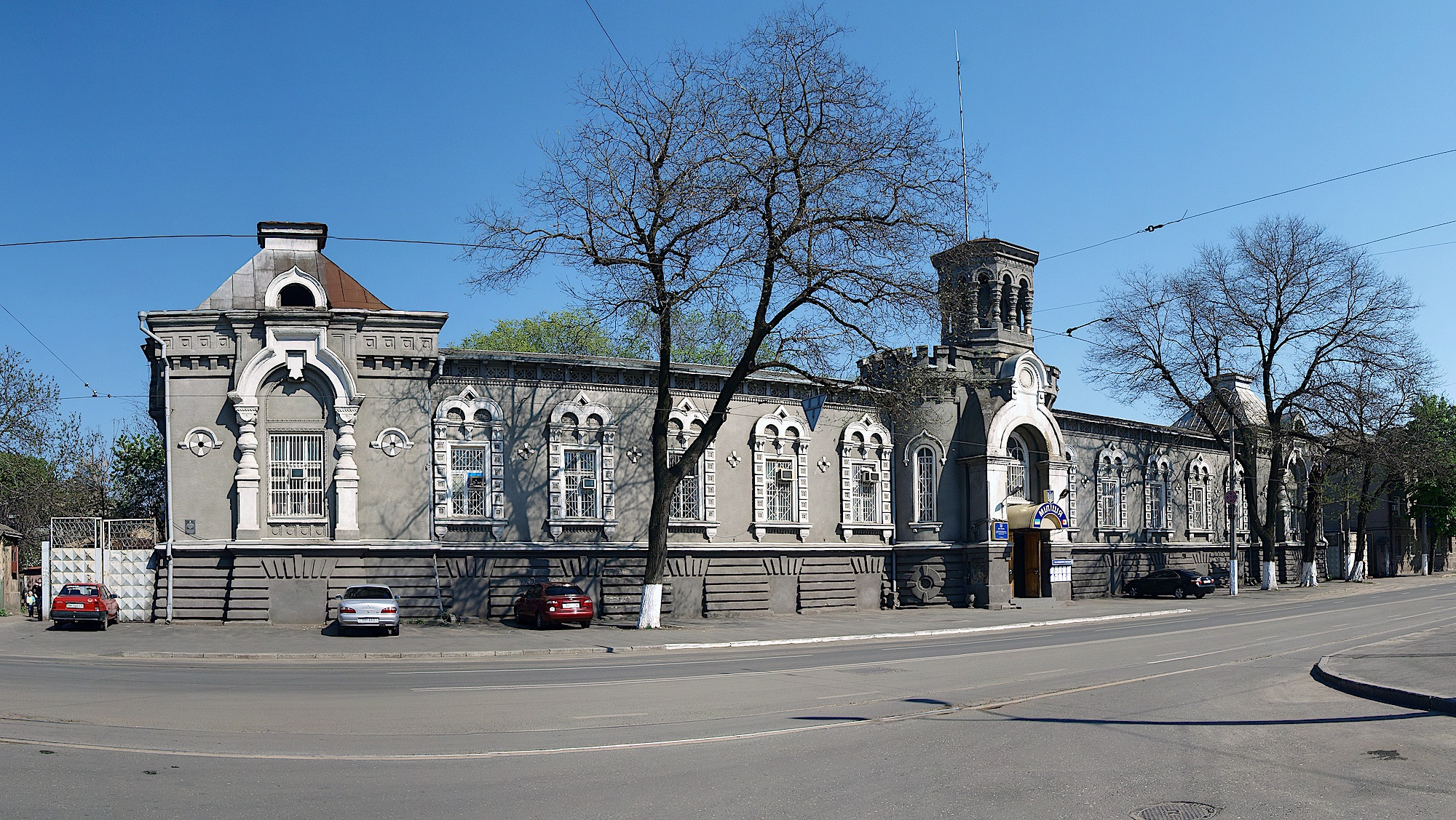
Інвалідний будинок Старого кладовища Одеси в пам'ять царювання Олександра II, доробка та будівництво 1885-1886
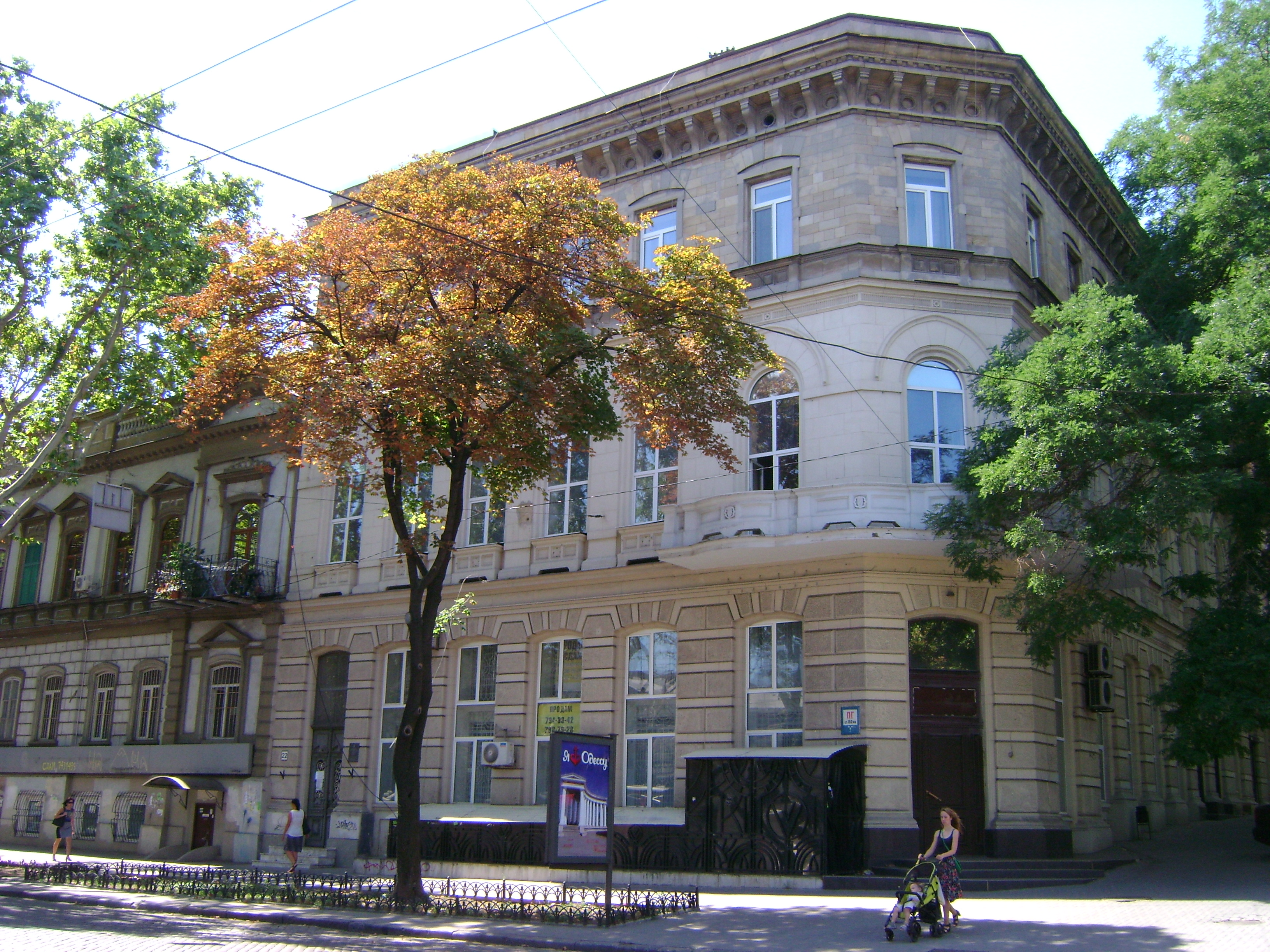
Будинок Леммє на Пушкінській вул., поч. ХХ ст.
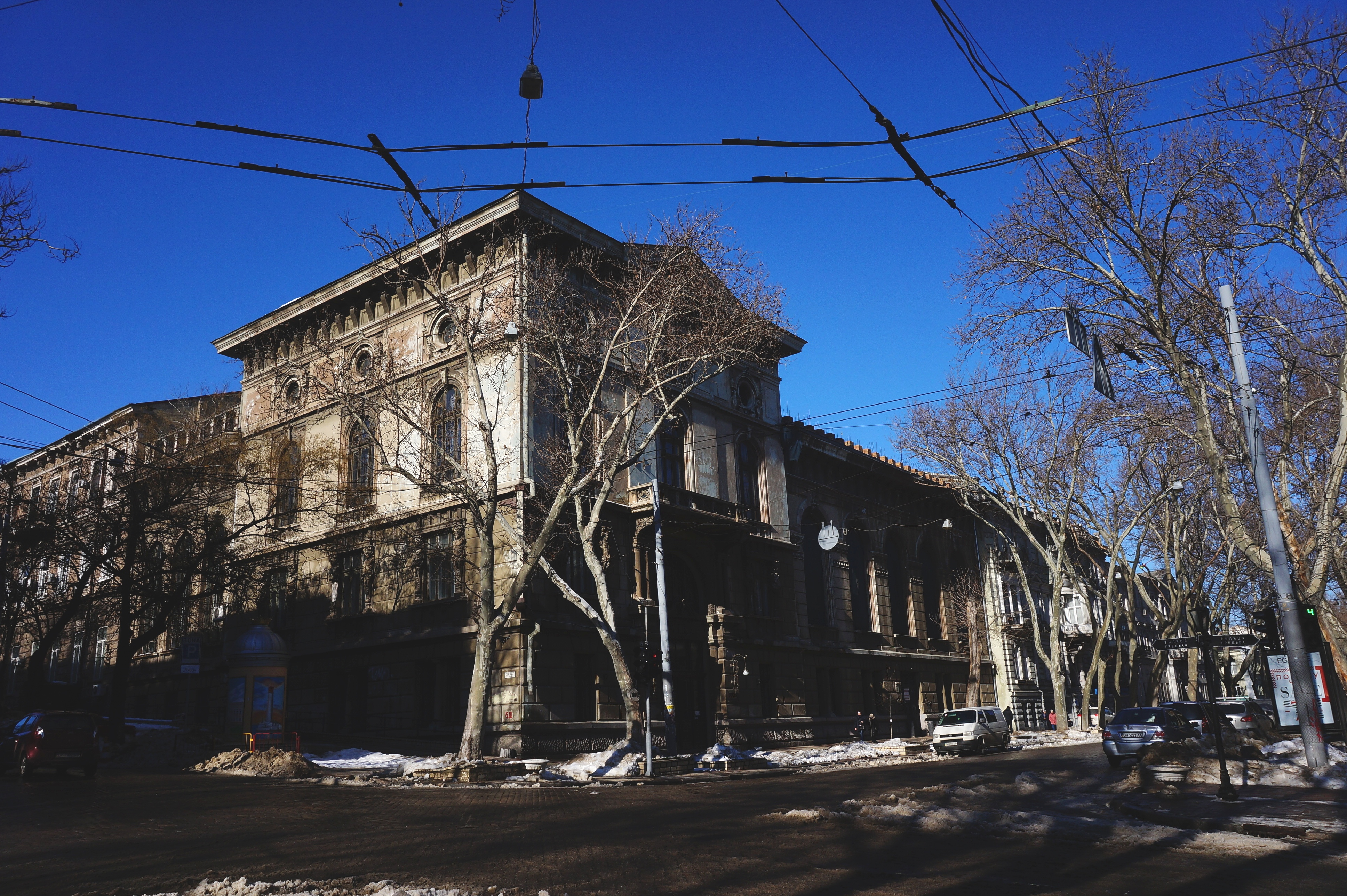
Товариство взаємного кредиту, 1901 - 1903
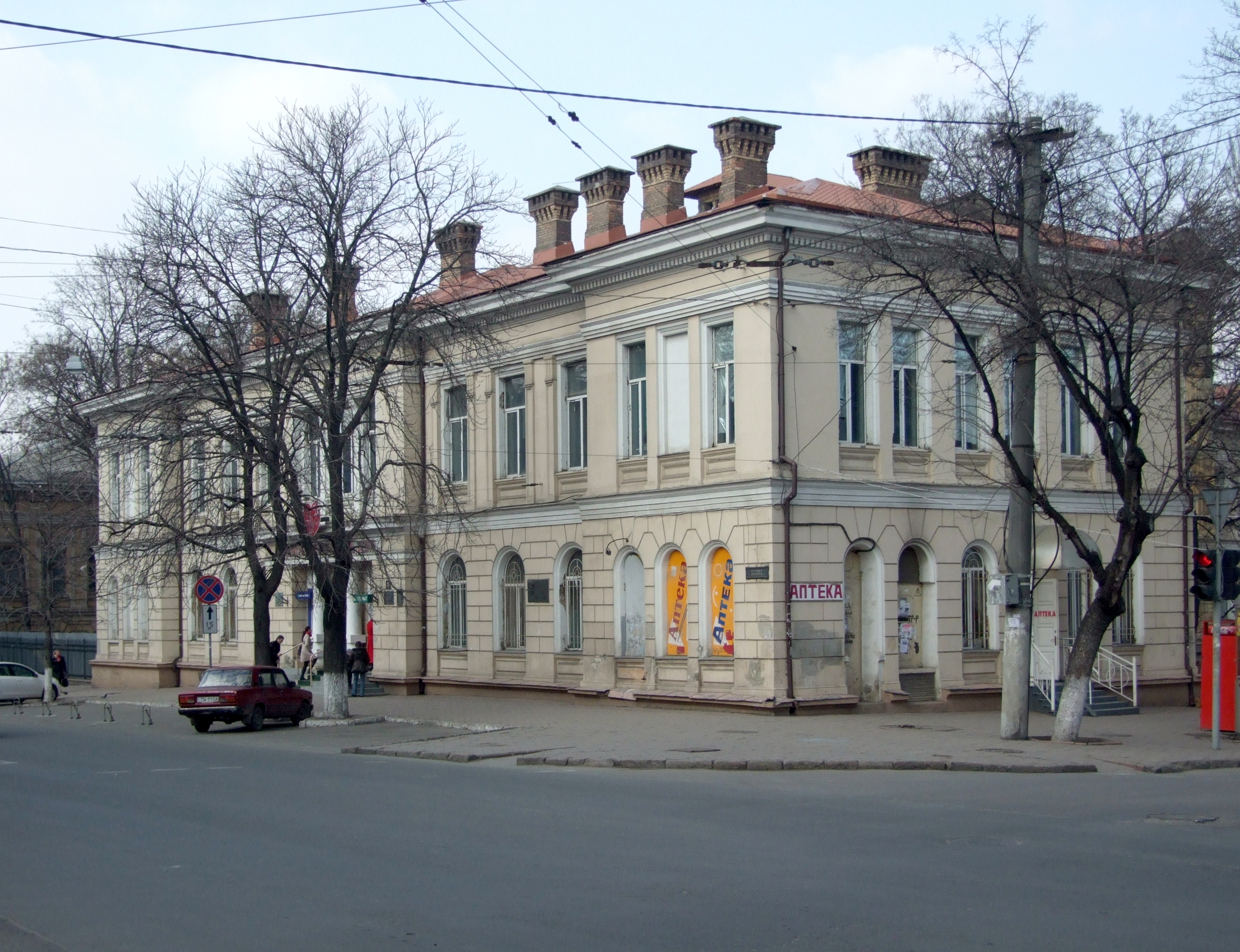
Терапевтична клініка Медичного факультету Новоросійського університету, 1901 - 1903
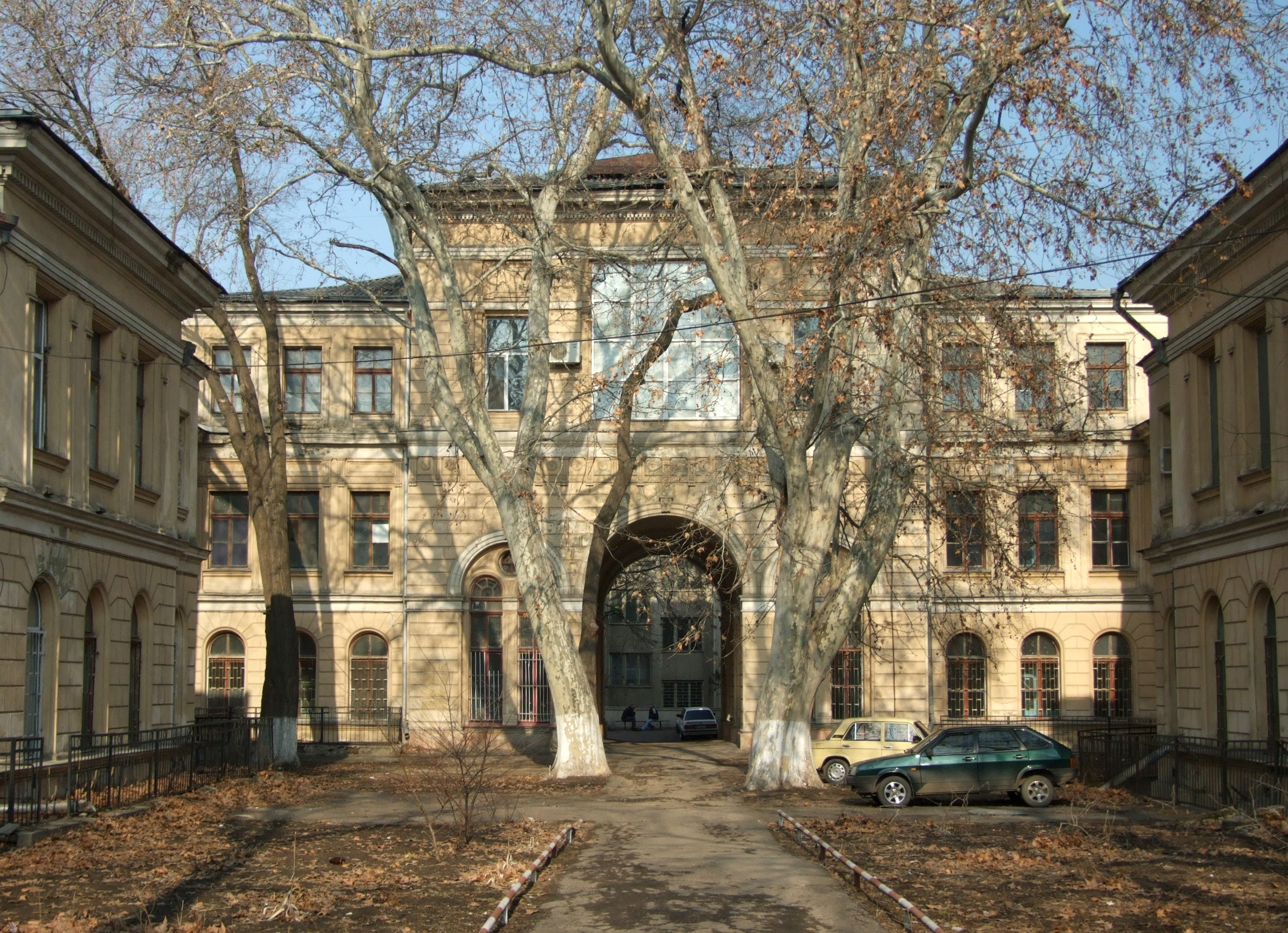
Клініка хірургії, акушерства і жіночих хвороб Медичного факультету Новоросійського університету, 1901 - 1903
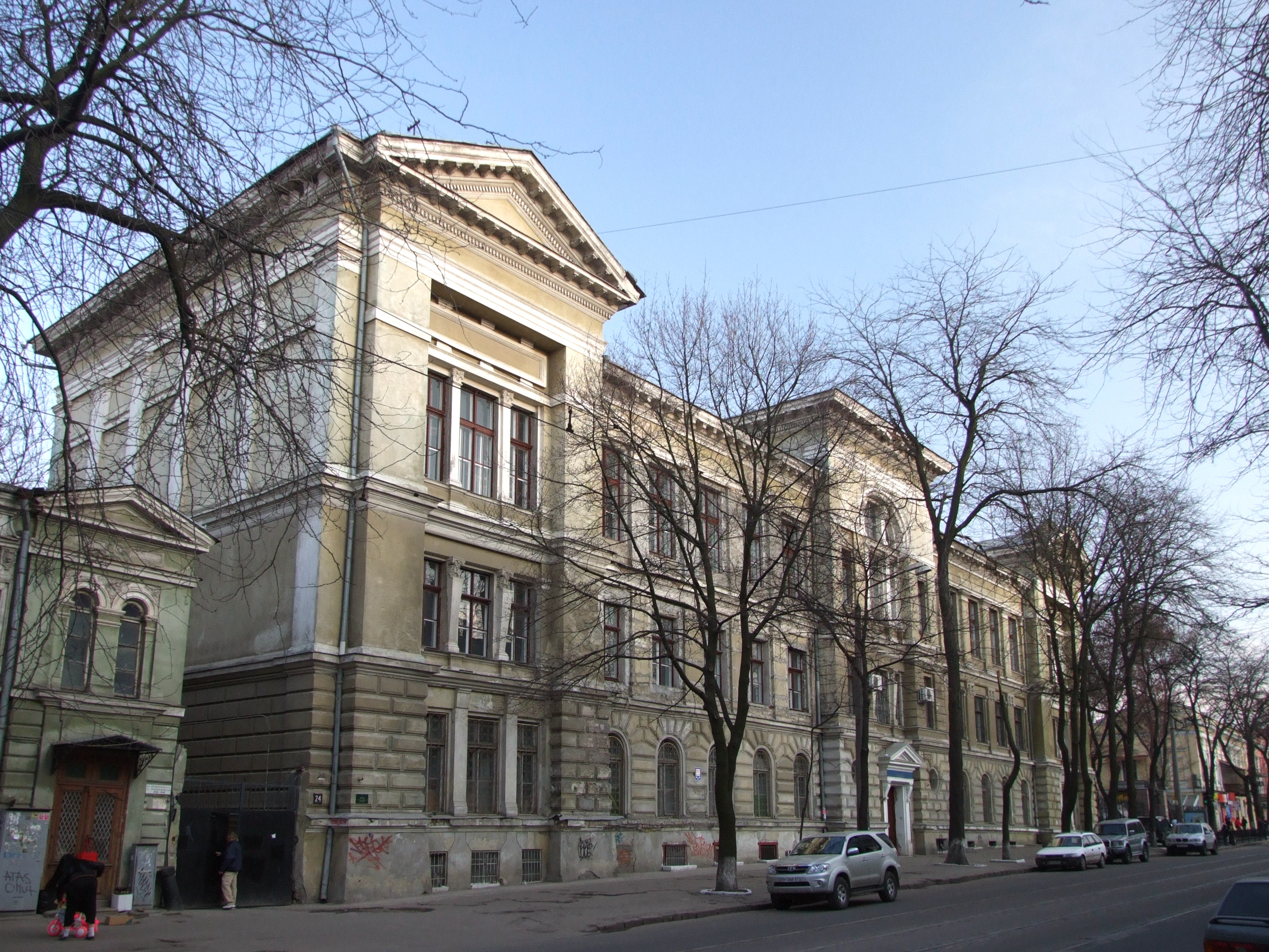
Реконструкція корпусу для юридичного та історико-філологічного факультету Новоросійського університету, переробка первісного проєкту та будівництво, 1901 - 1902
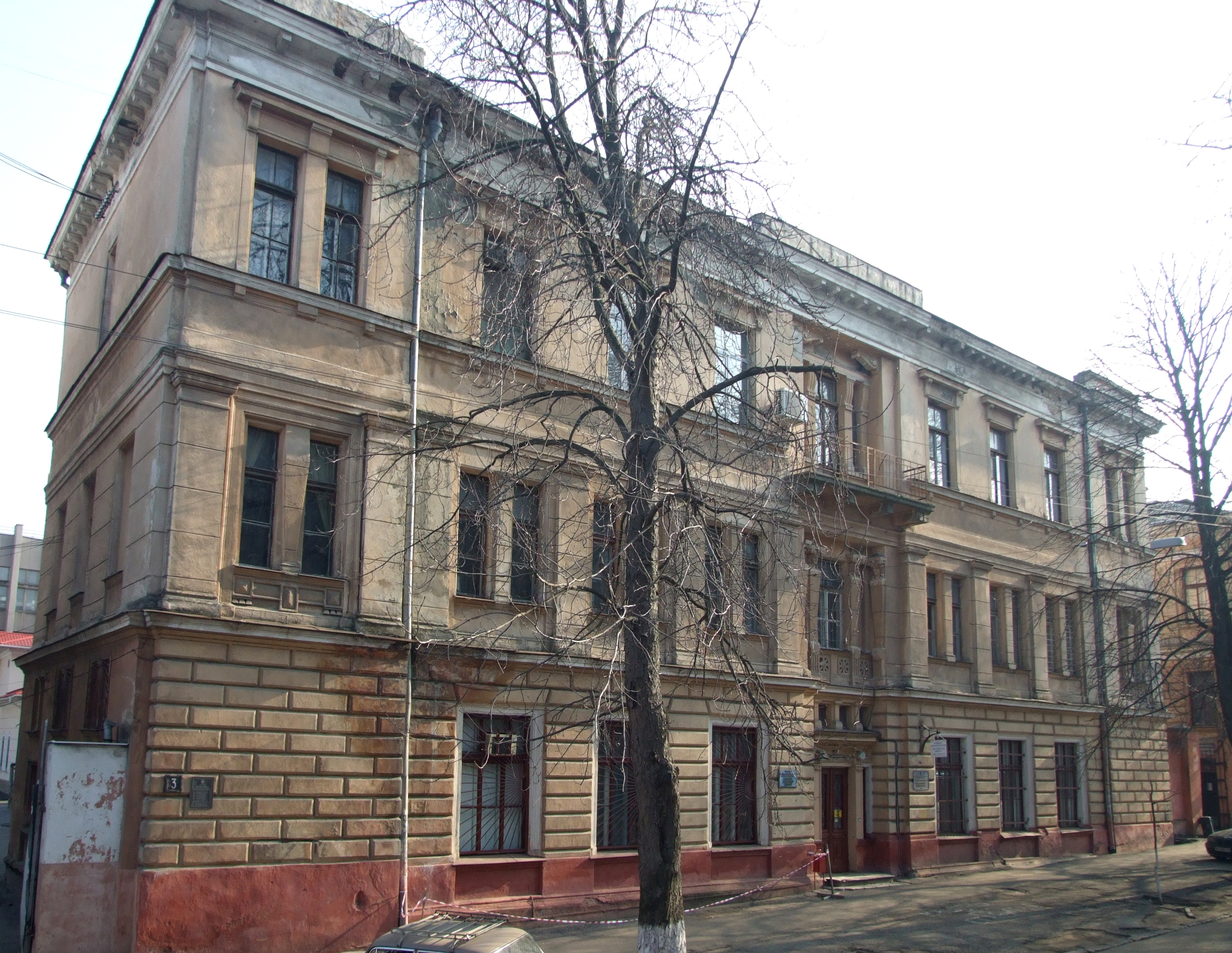
Амбулаторія Медичного факультету Новоросійського університету, 1902 - 1903. Пізніше надбудована за проєктом Б. А. Бауера
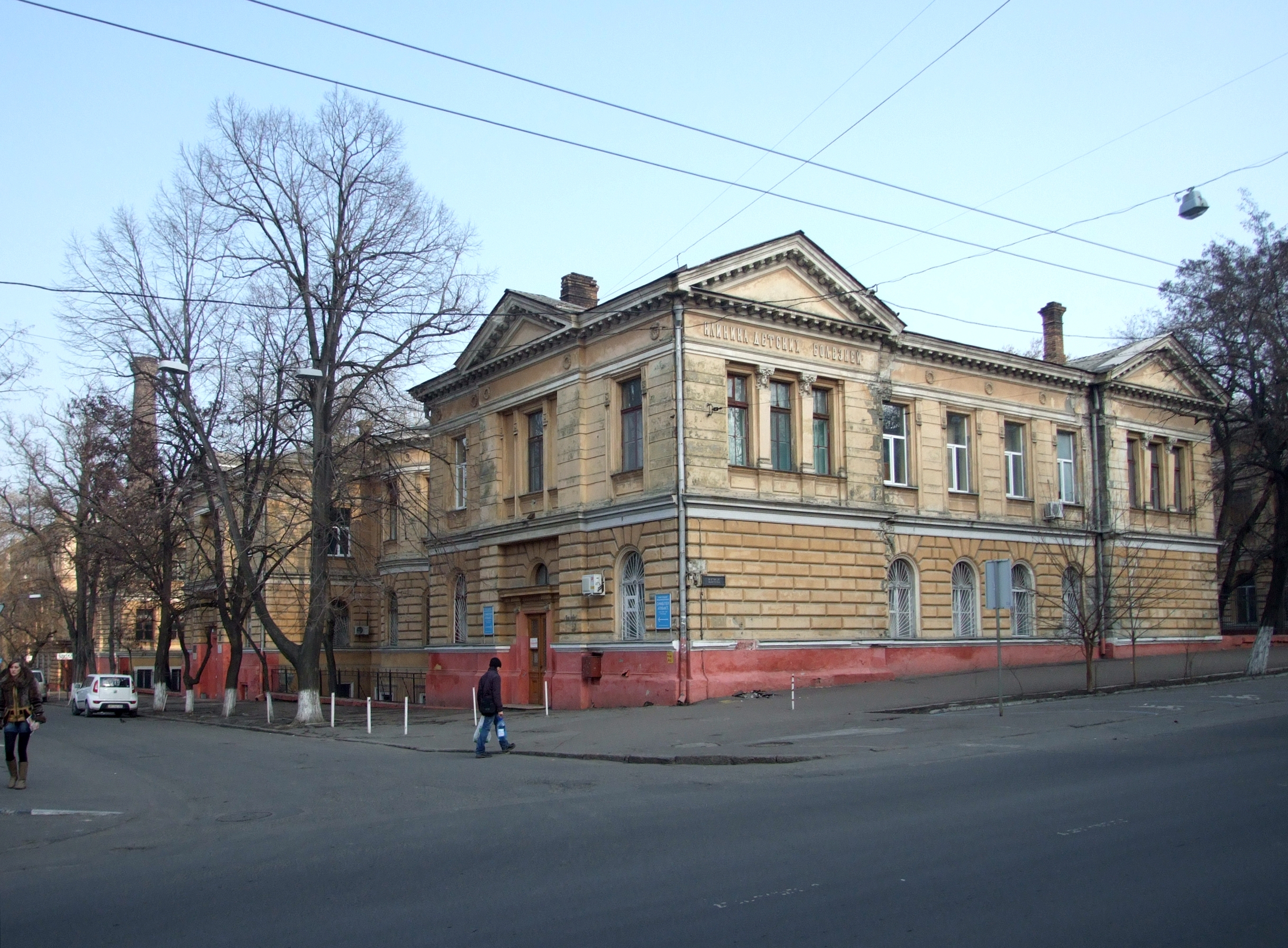
Дитяча клініка ім. Л. А. Абамєлік і клініка нервових хвороб Медичного факультету Новоросійського університету, 1902 - 1905
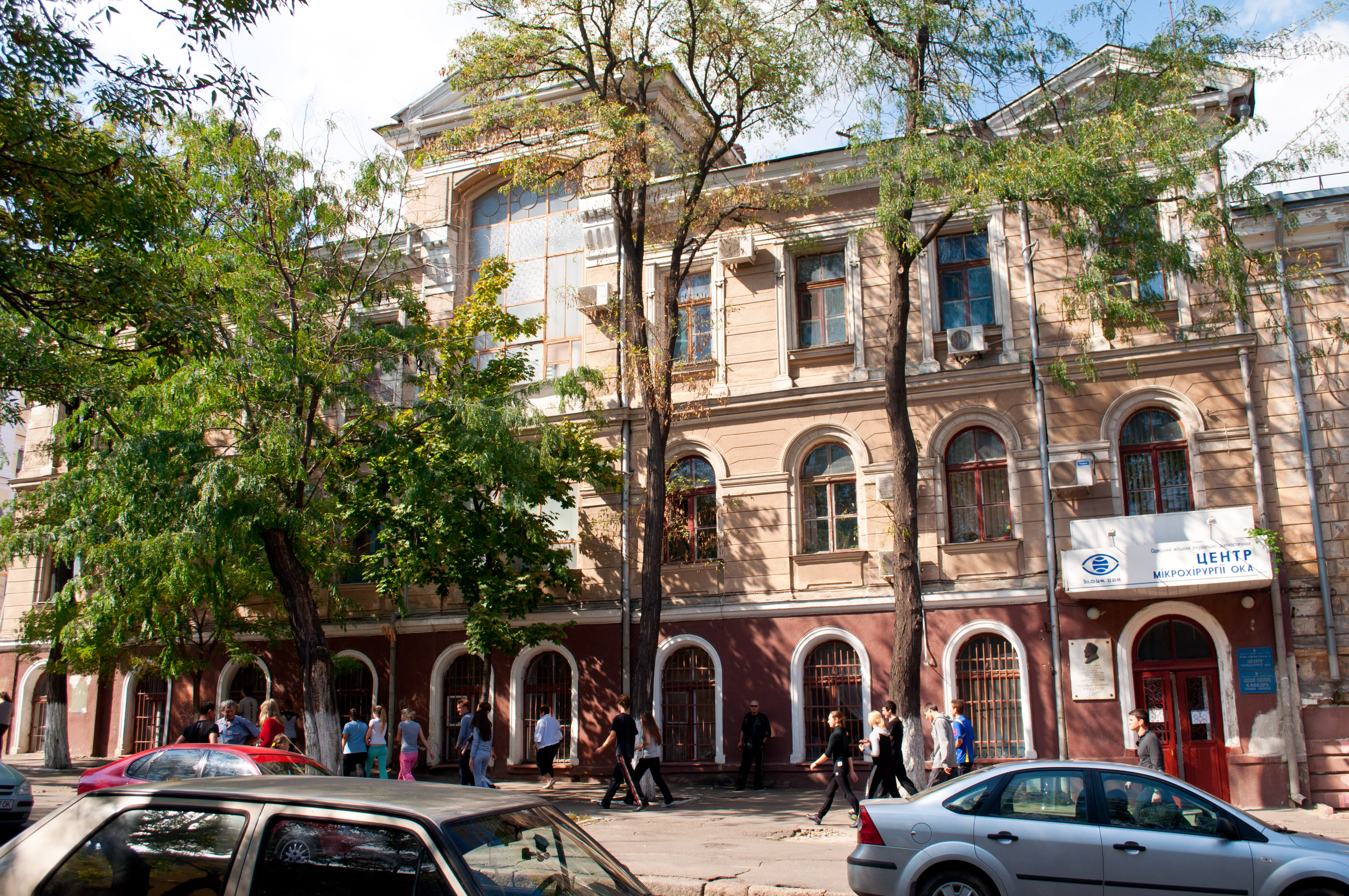
Клініка очних хвороб Медичного факультету Новоросійського університету Медичного факультету Новоросійського університету, 1902 - 1905
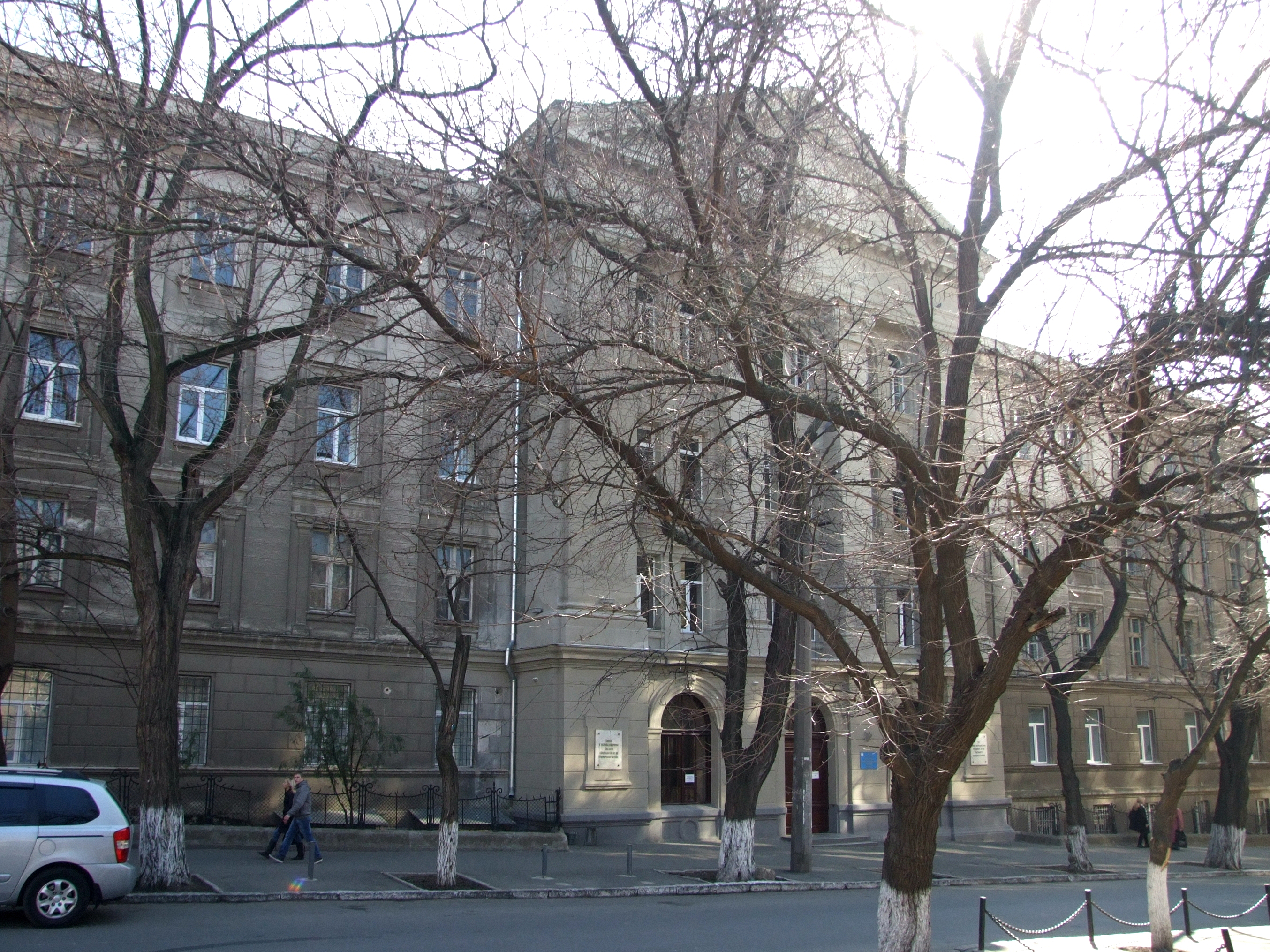
Студентський гуртожиток на 150 осіб Новоросійського університету, 1902 (пізніше перебудований та надбудований)
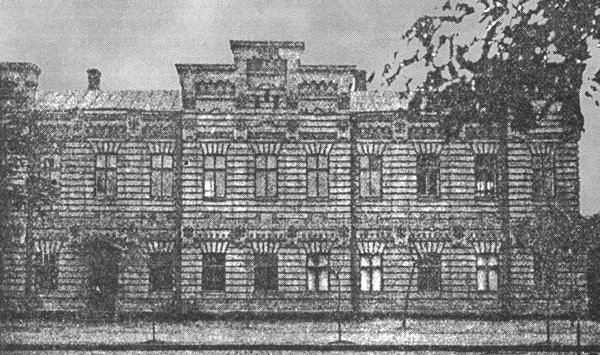
Корпус училища доктора Гольда, 1888
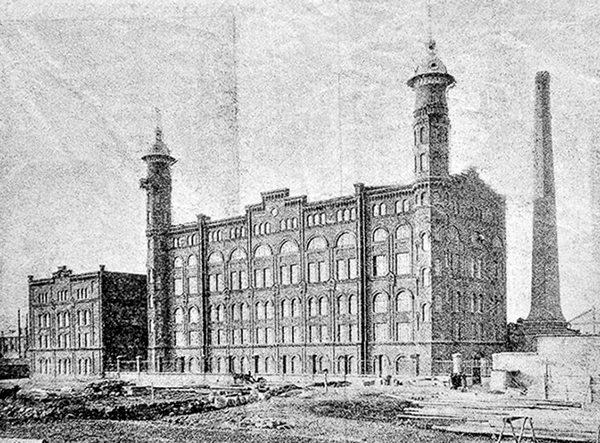
Млин Вейнштейна, реконструкція  1880-і - 1890-і
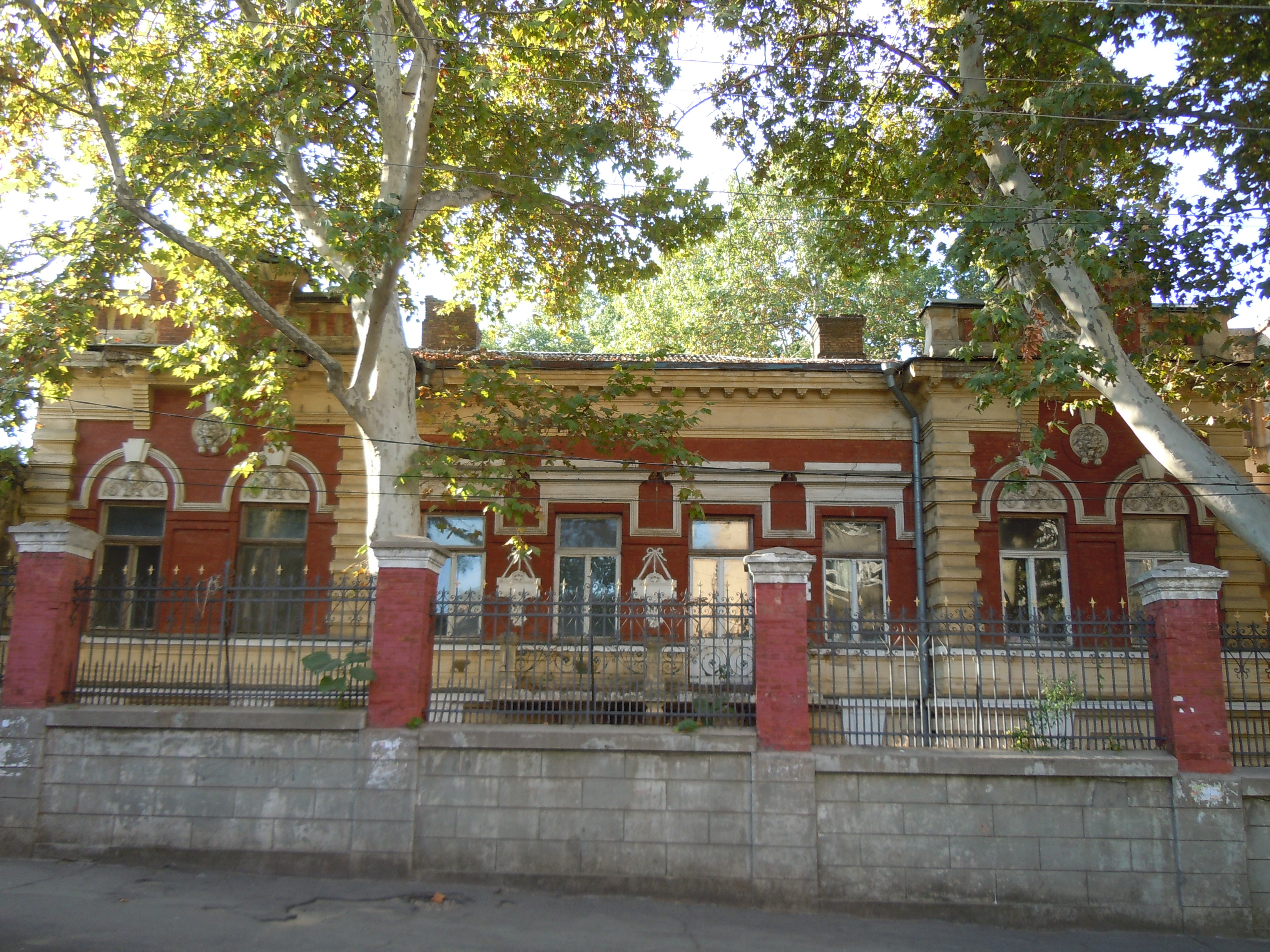
Особняк Яловікова, 1890[15] або 1895
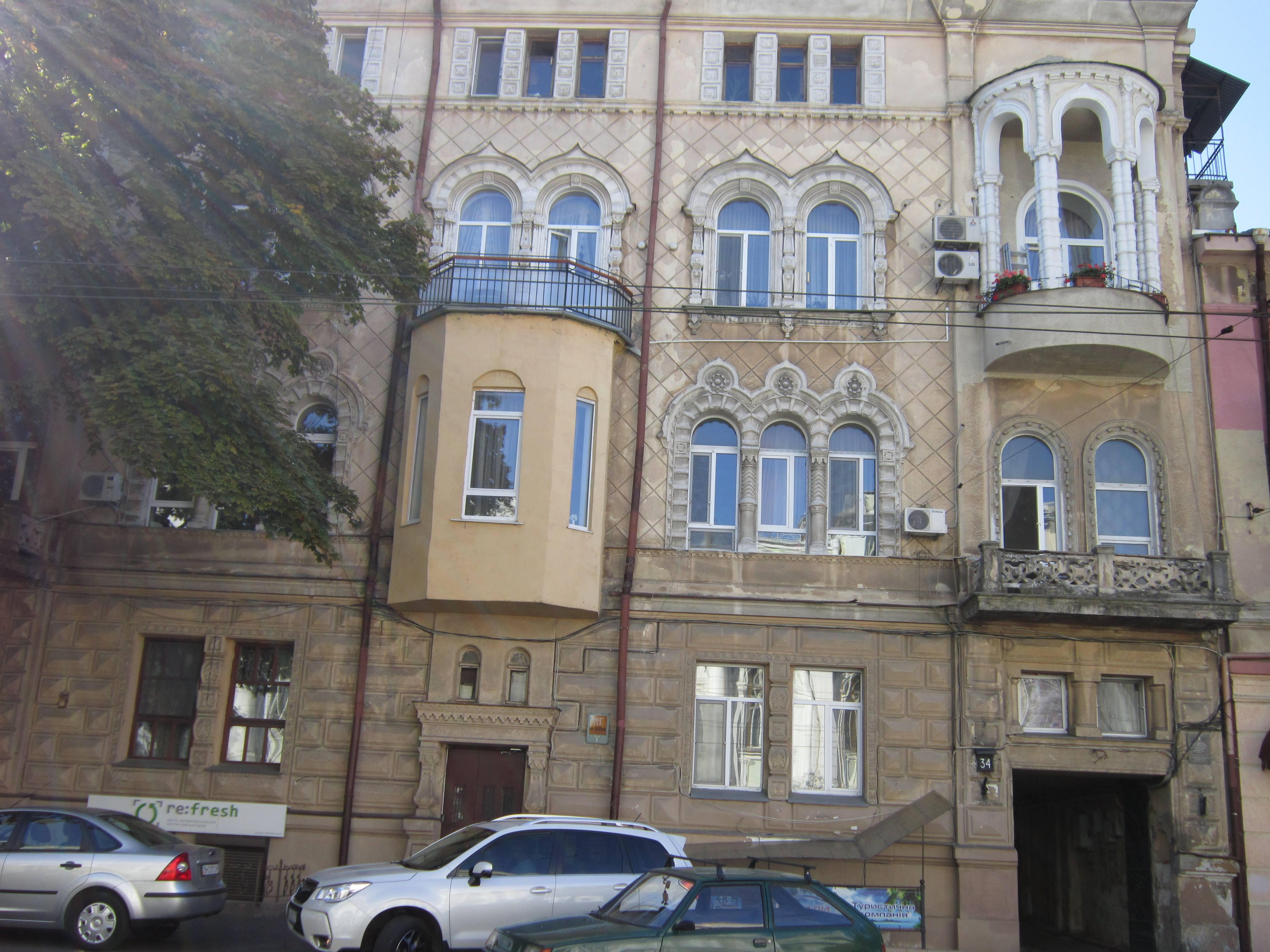
Будинок Доппельмєєра, 1891
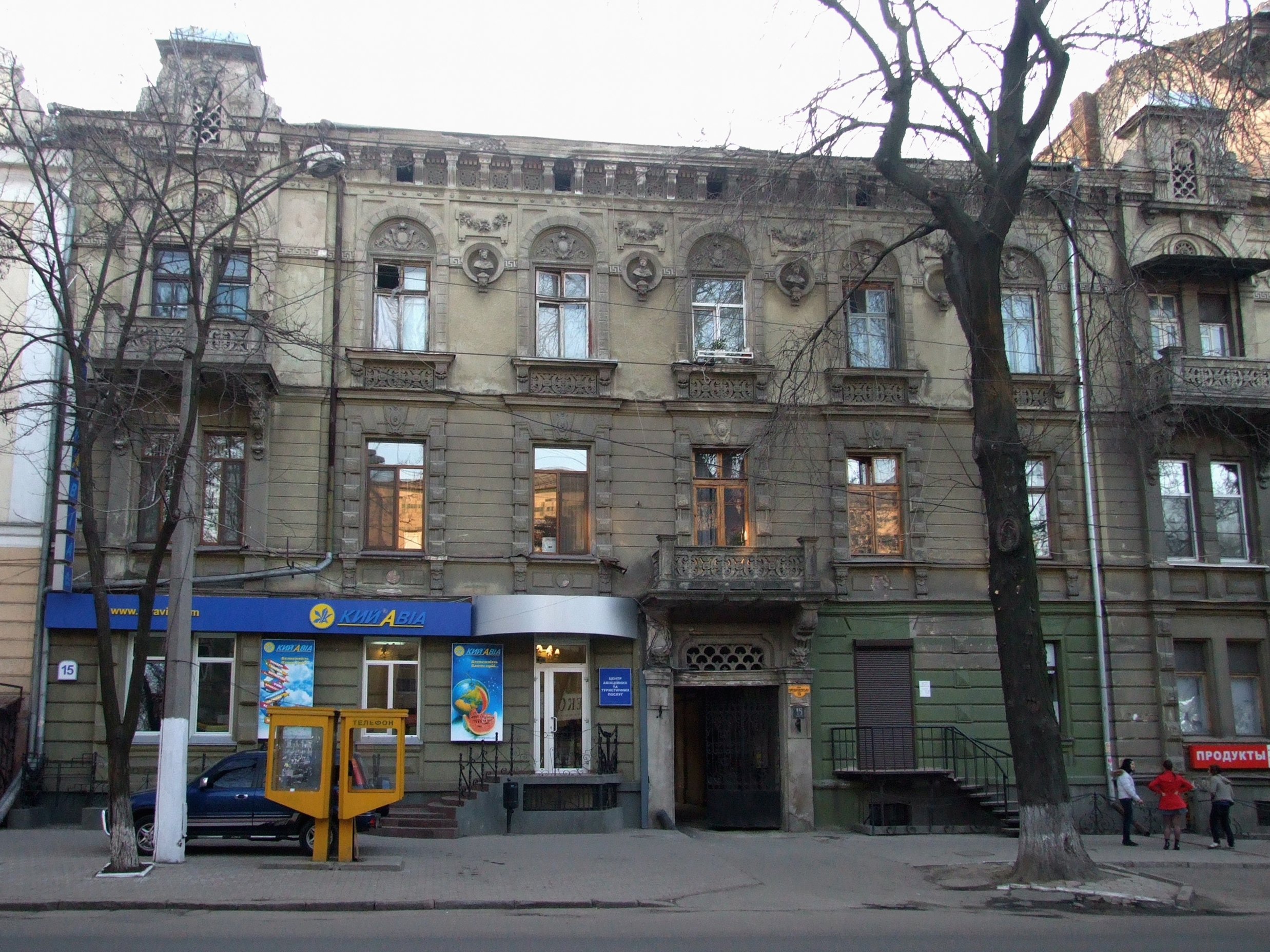
Будинок Левіта, 1891
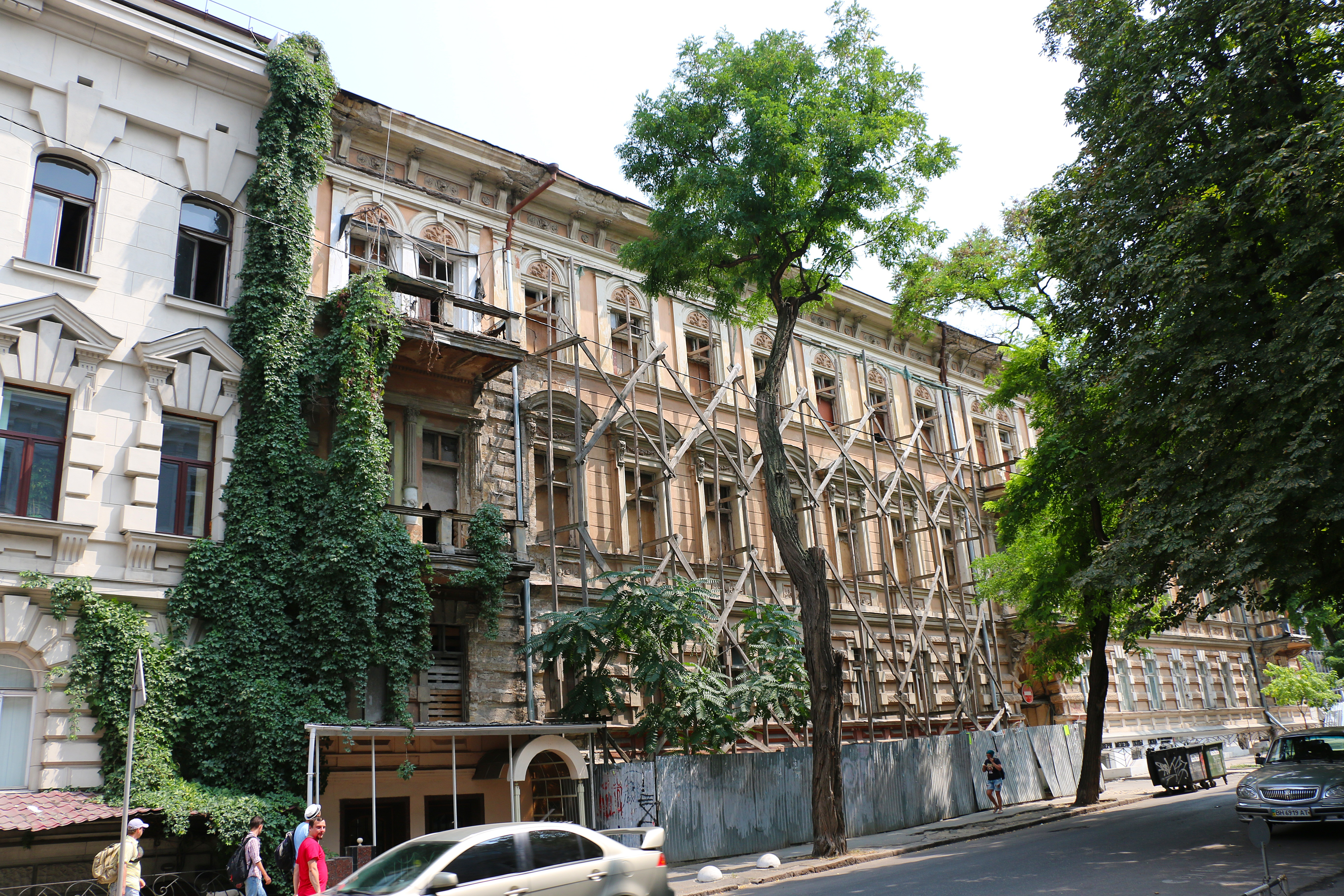
Будинок Гуровича, ? - 1893
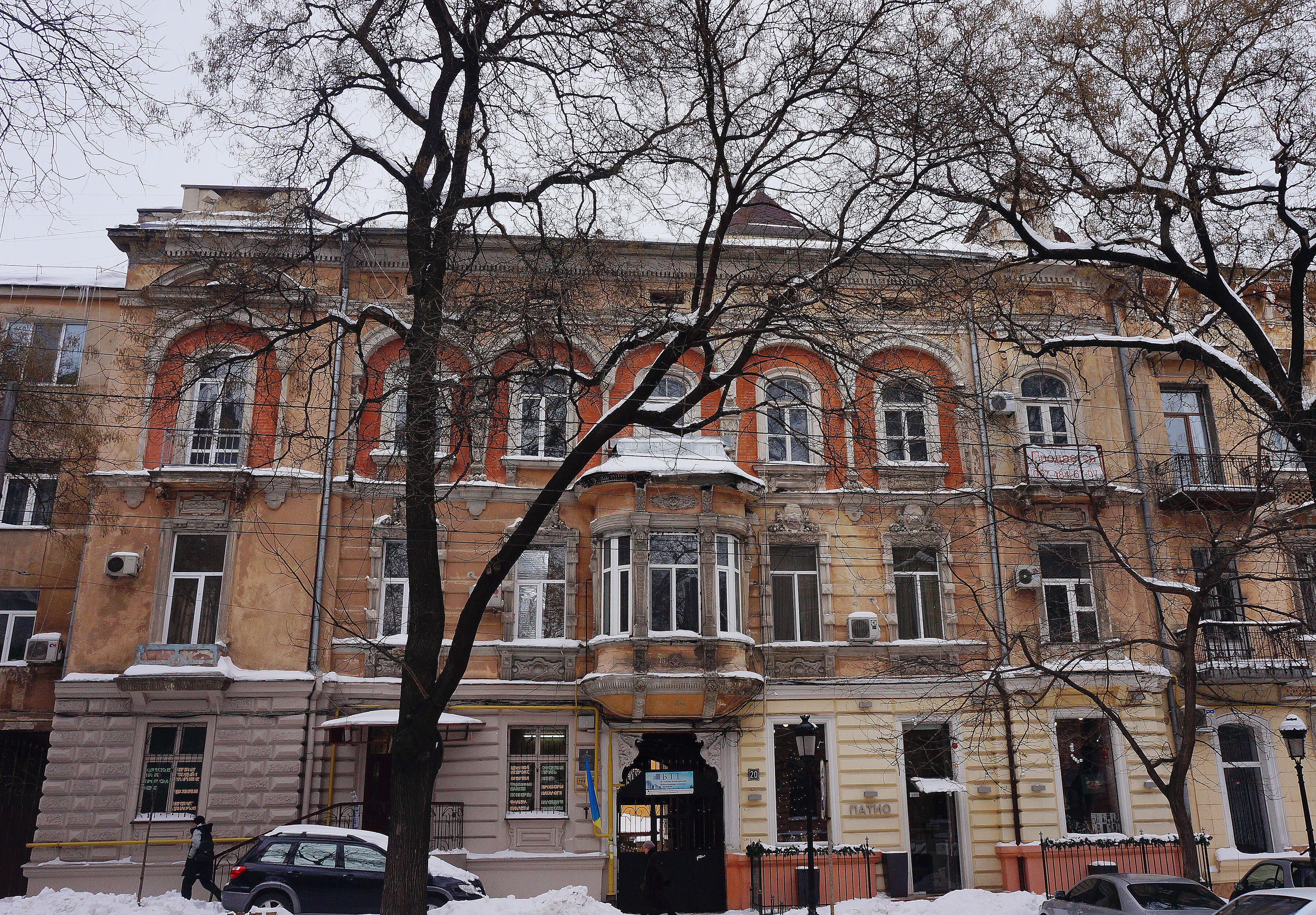
Будинок Петрококіно, ? - 1893
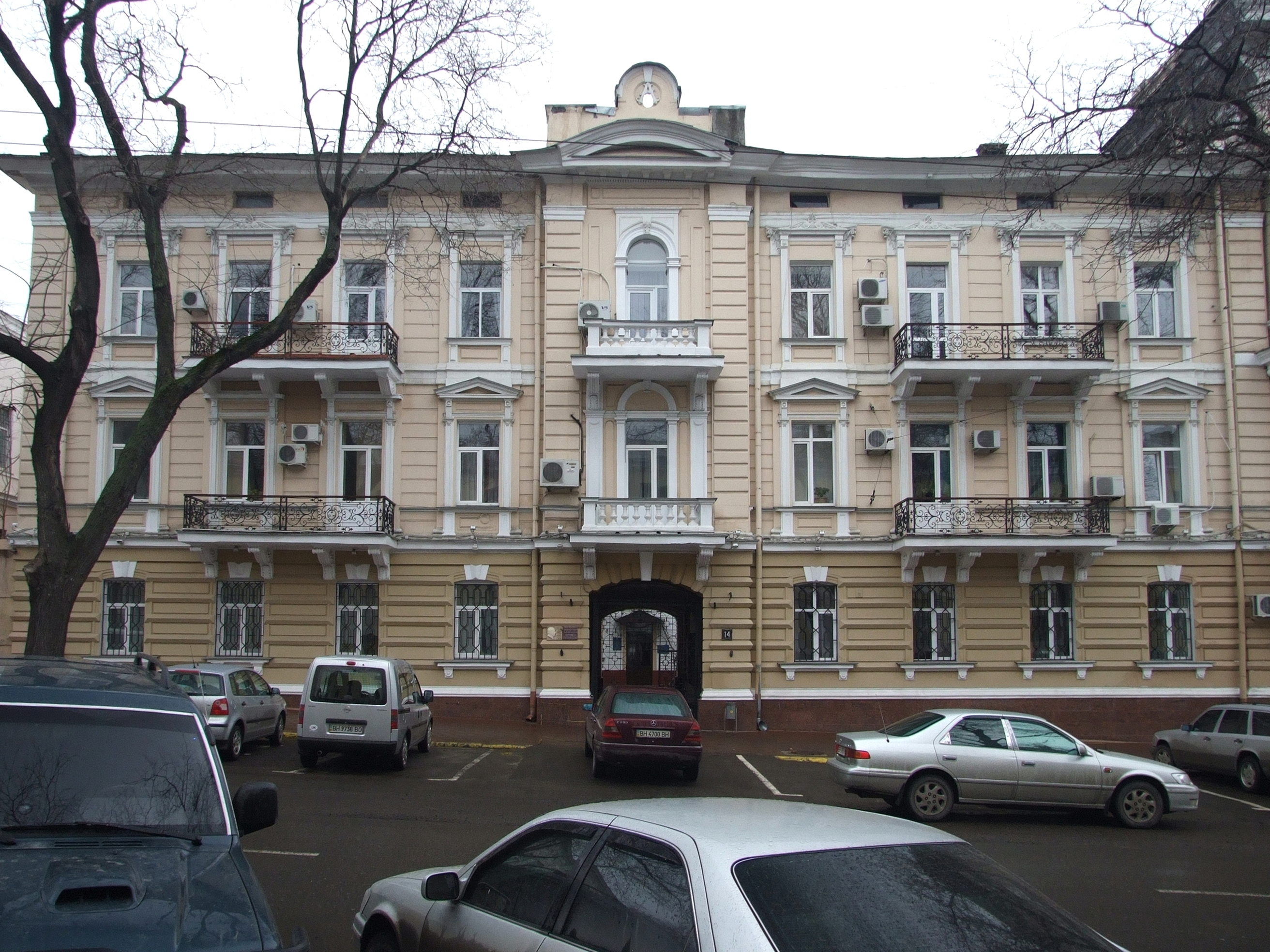
Будинок В. Ді-Анатра, 1892
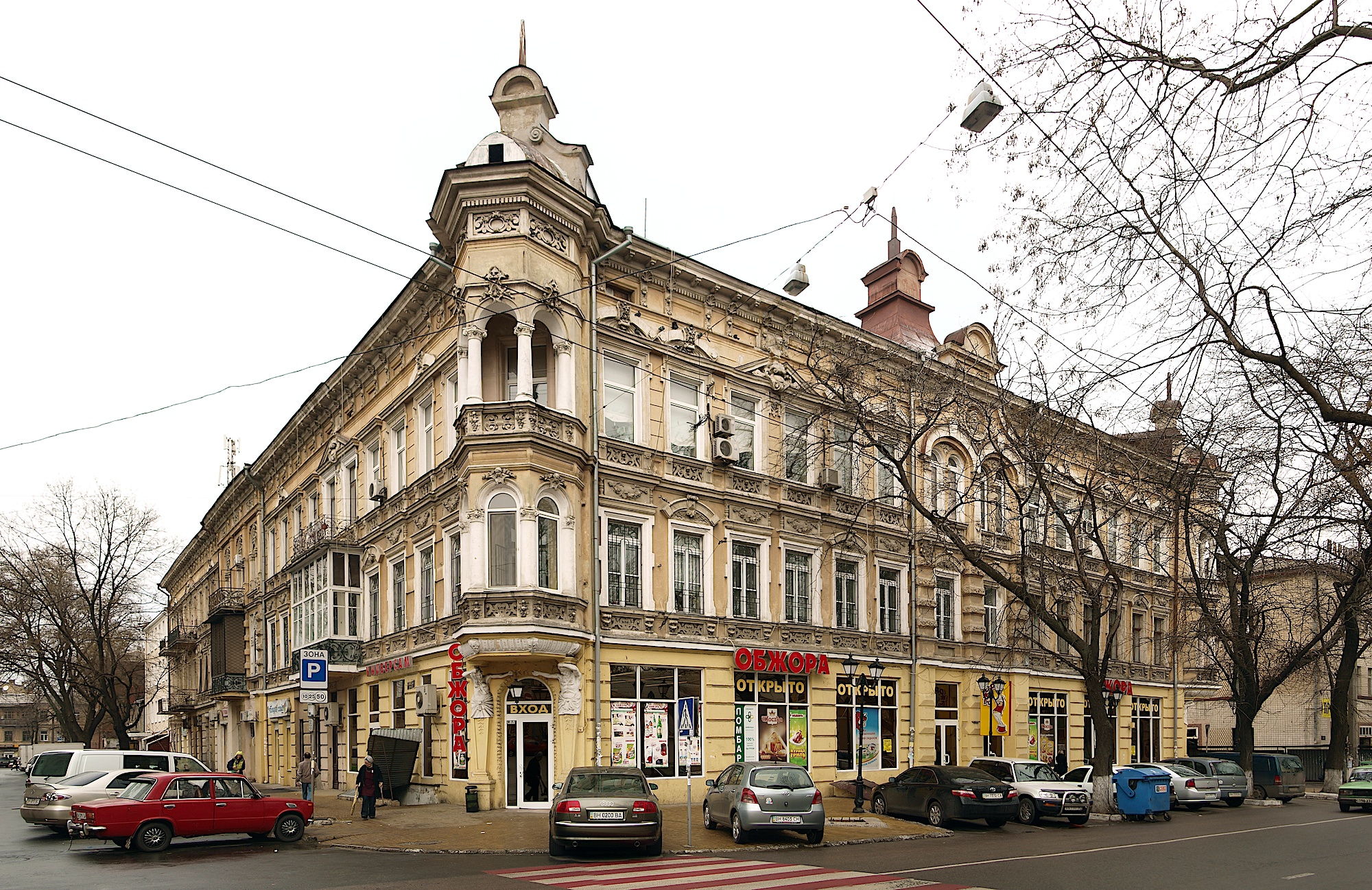
Будинок П. Кухти, 1895
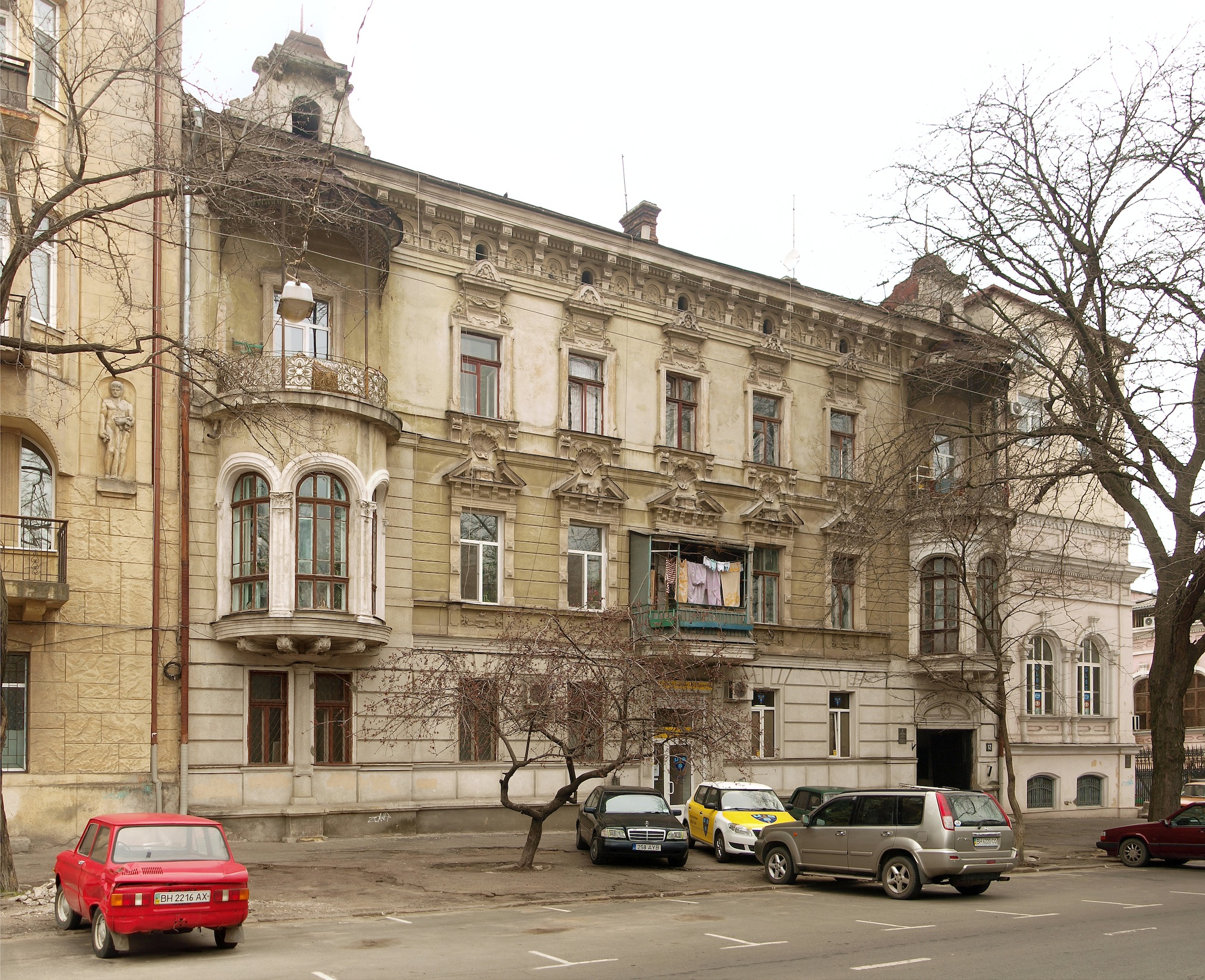
Будинок А. Вітмана, кін. ХІХ ст.
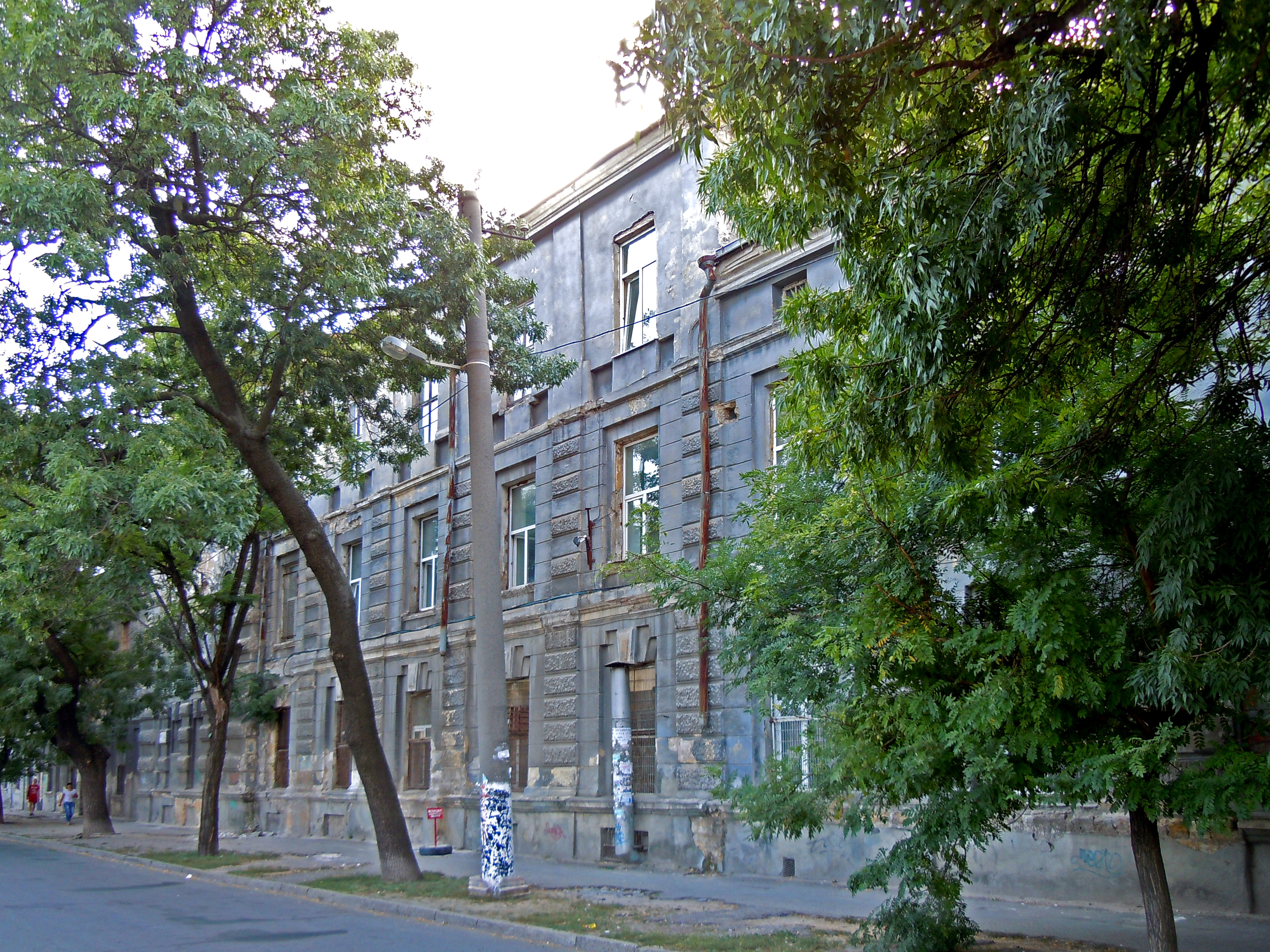
Казенний виночищувальний склад № 1, ІІ-а пол. 1890-х
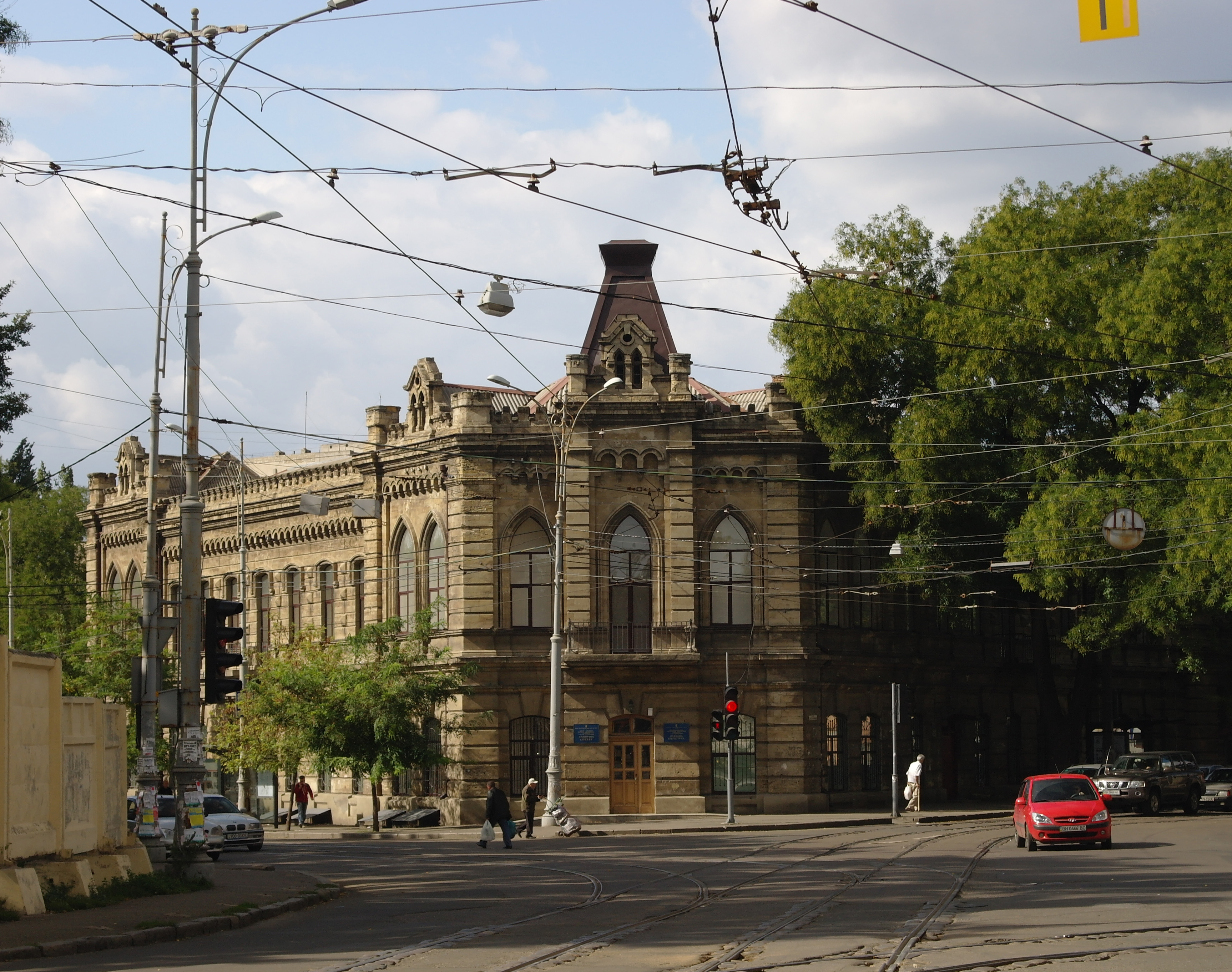
Будівля Міщанської управи, 1896
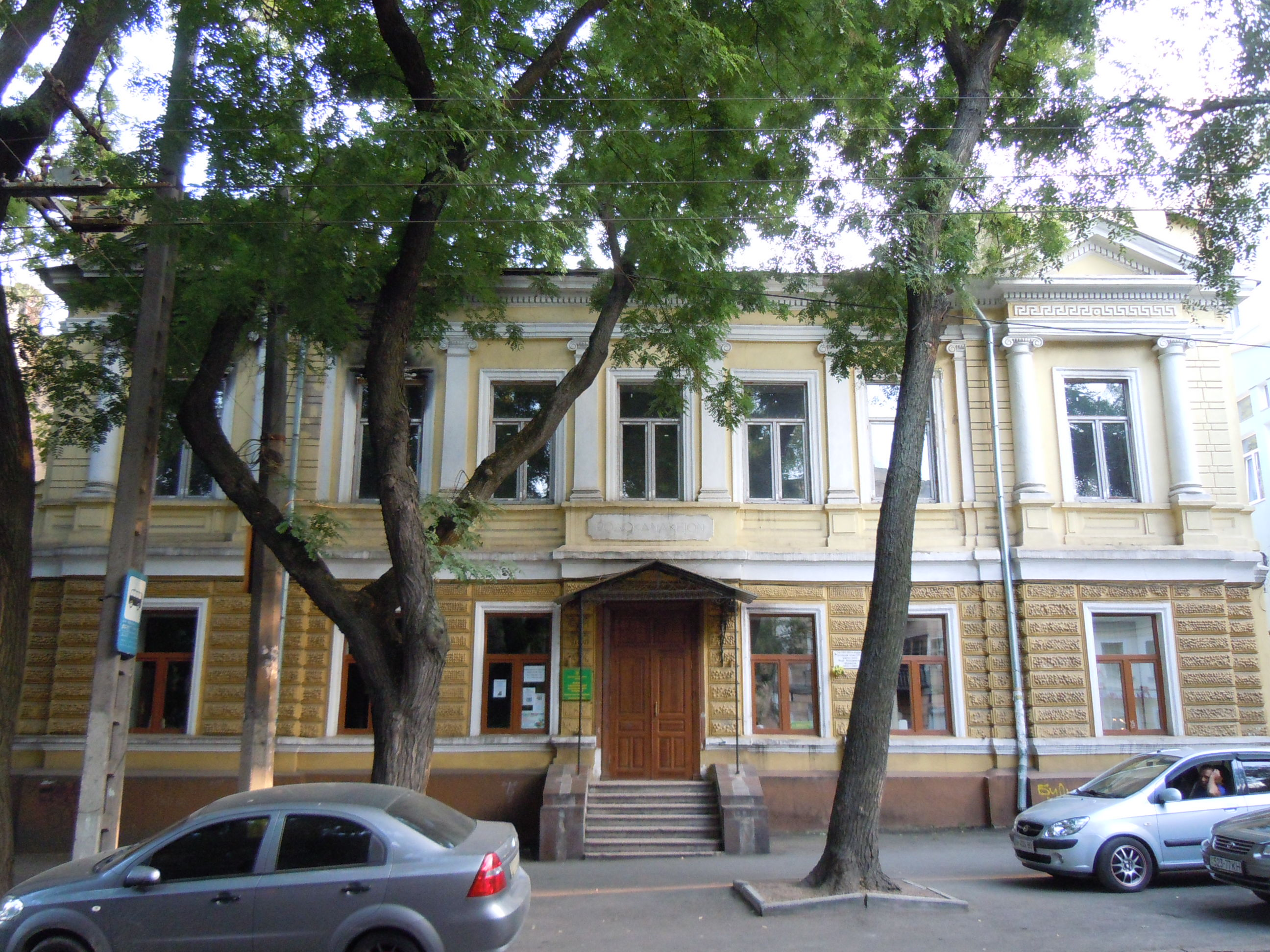
Грецьке жіноче училище Родоканакі, реконструкція 1896
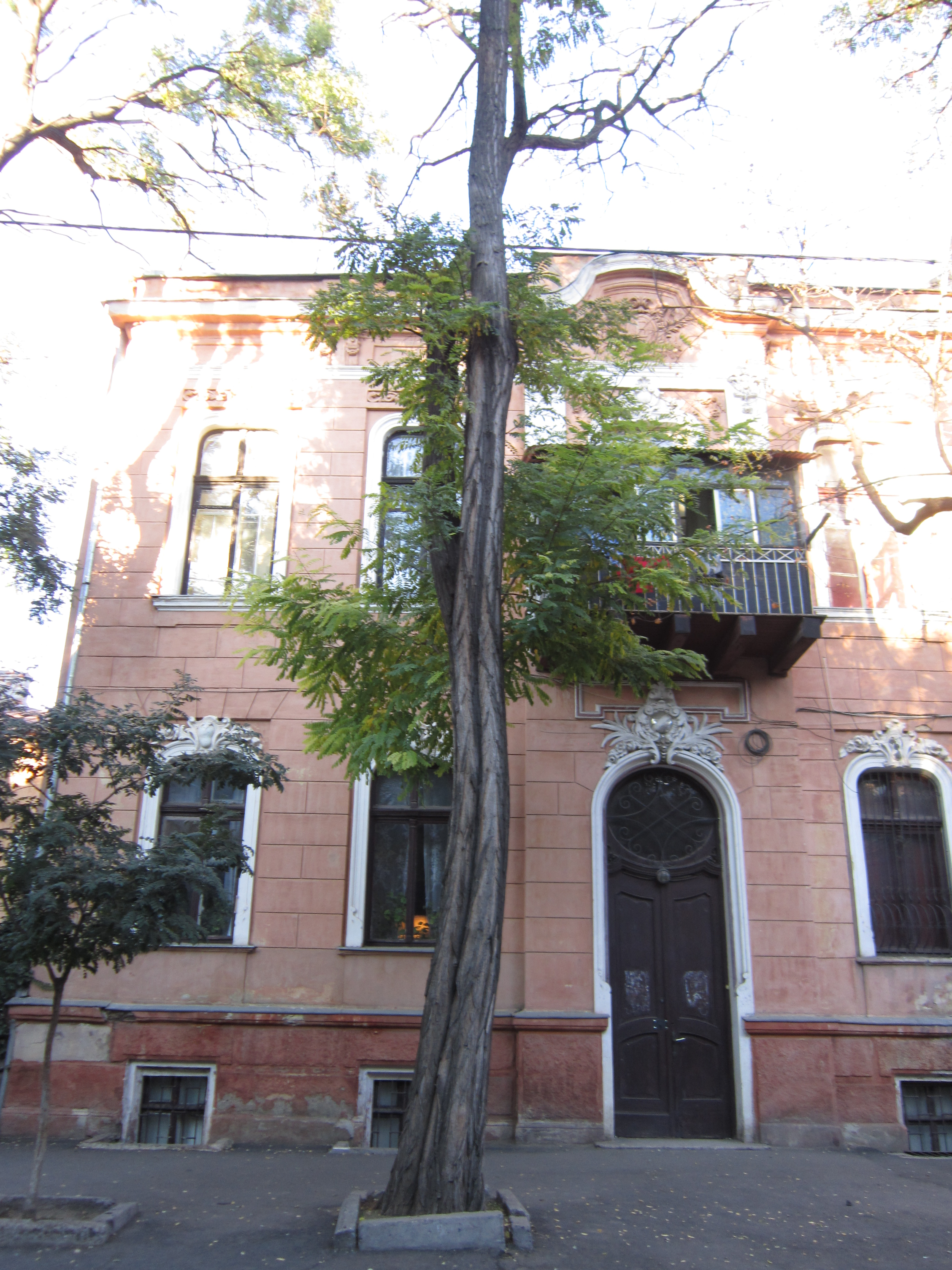
Особняк Євгена Йосиповича Буковецького, кін. 1890-х
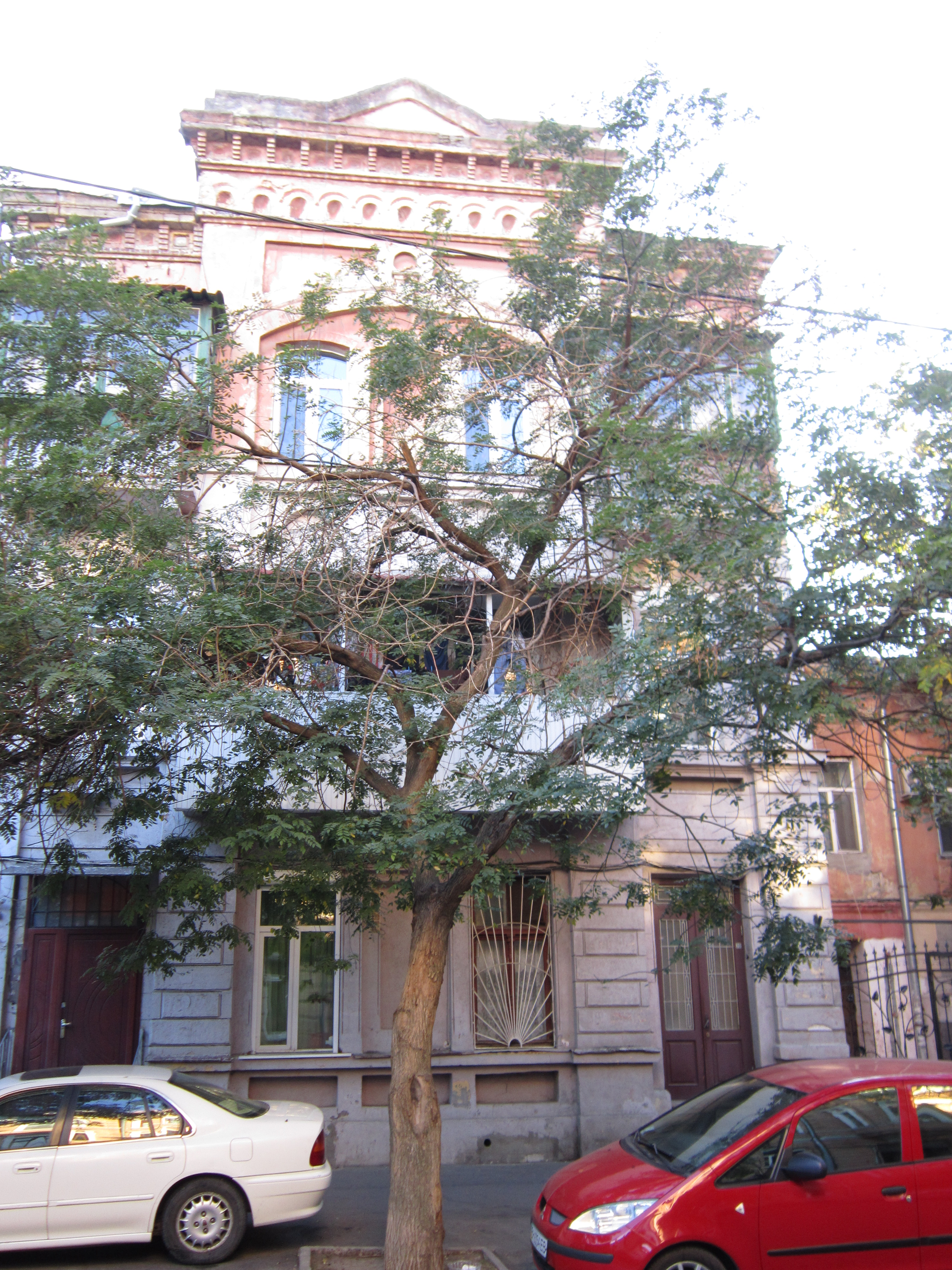
Будинок І. Гилевич, 1899
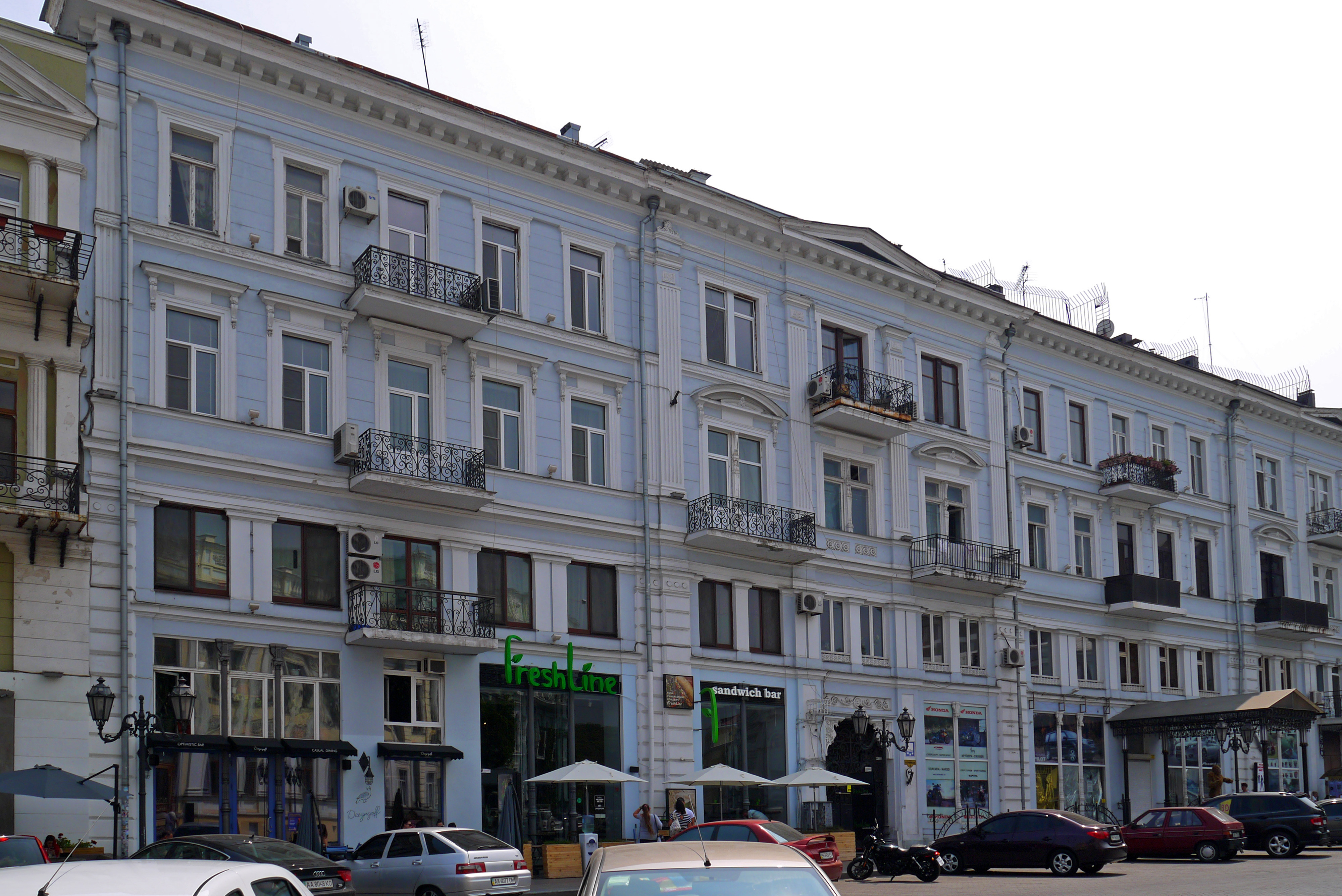
Будинок Г. Януша, реконструкція 1901
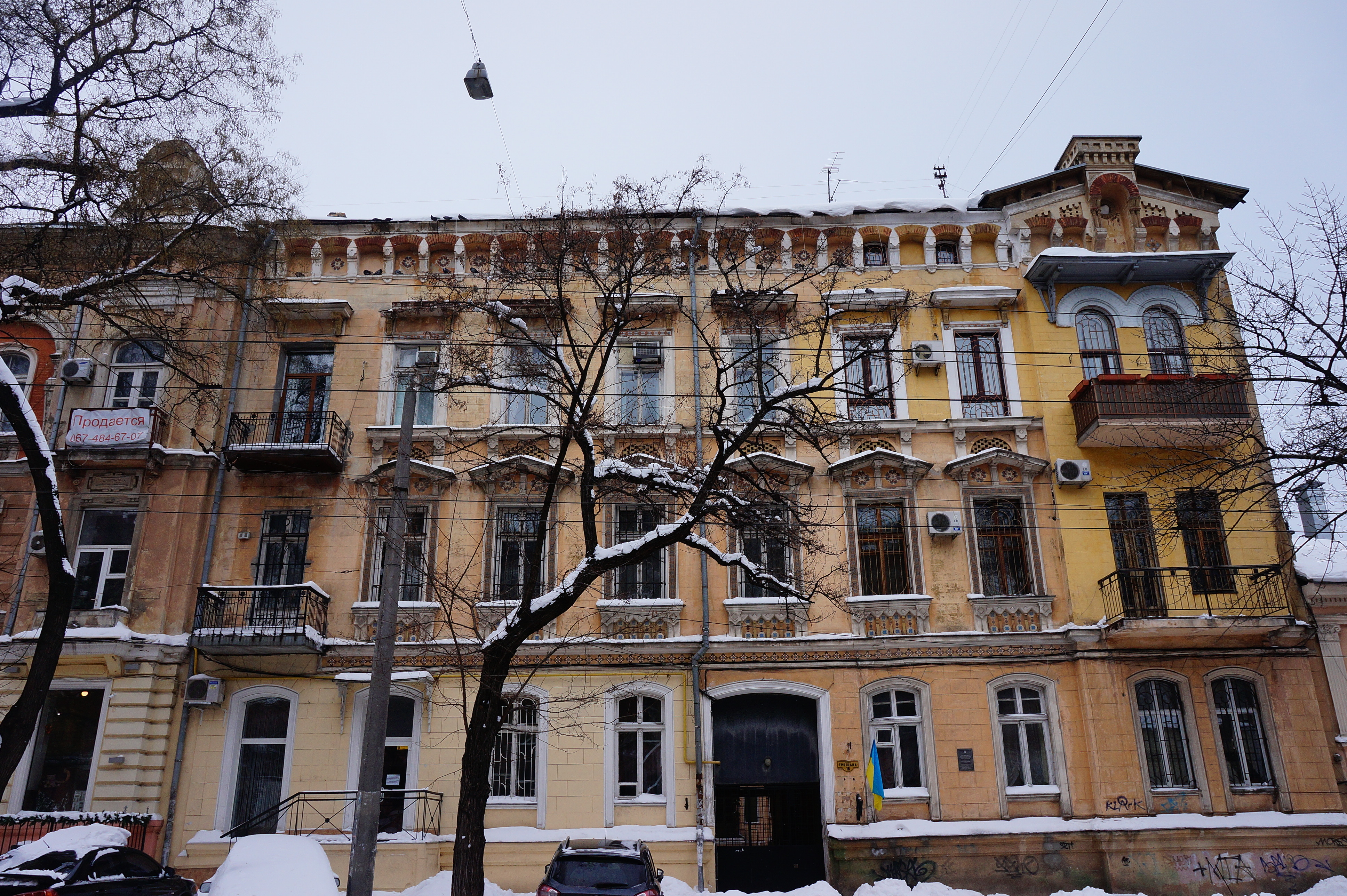
Будинок Петрококіно, ? - 1903
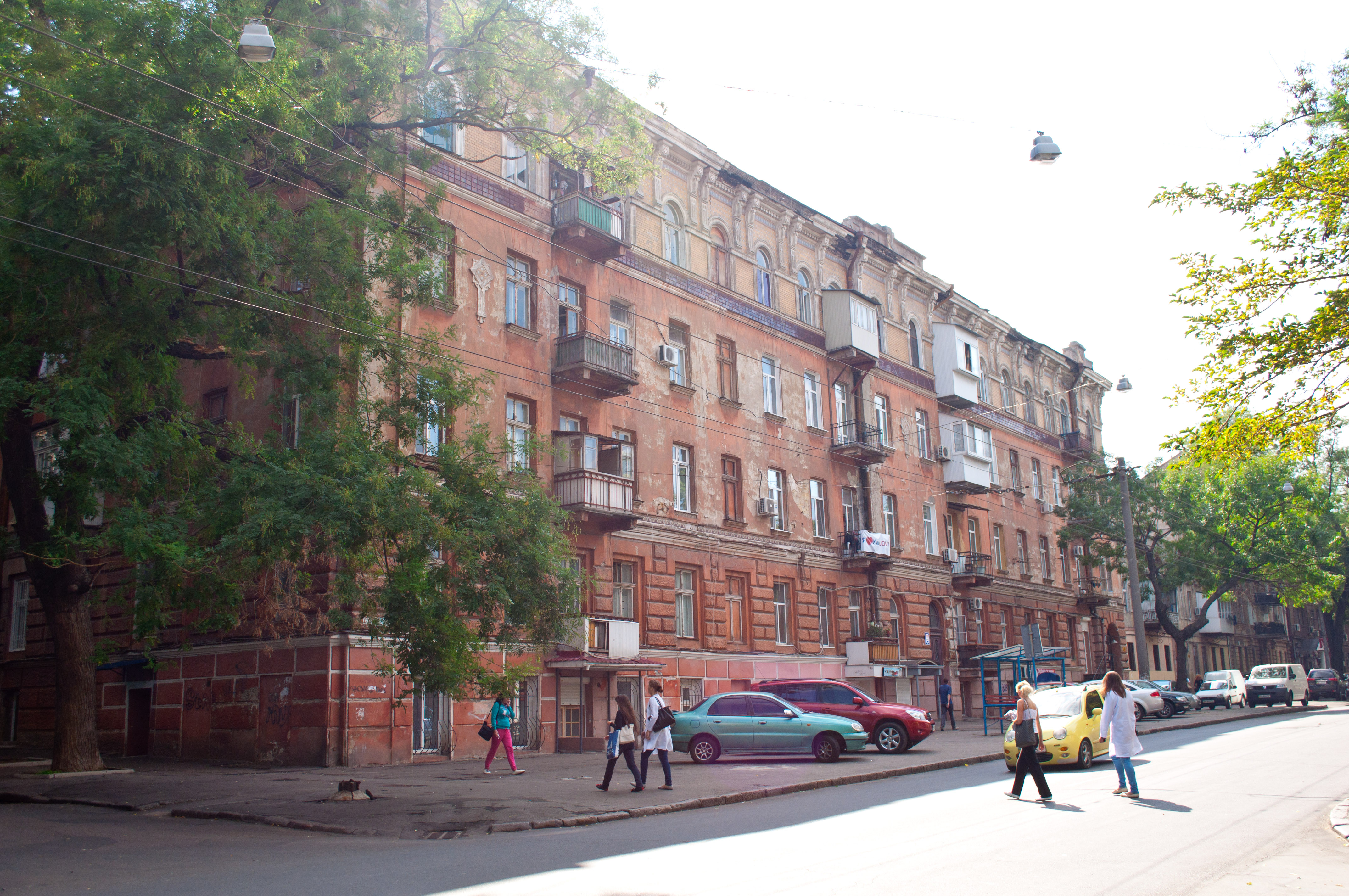
Будинок Володимира Васильовича Гарбузова, 1901-1903
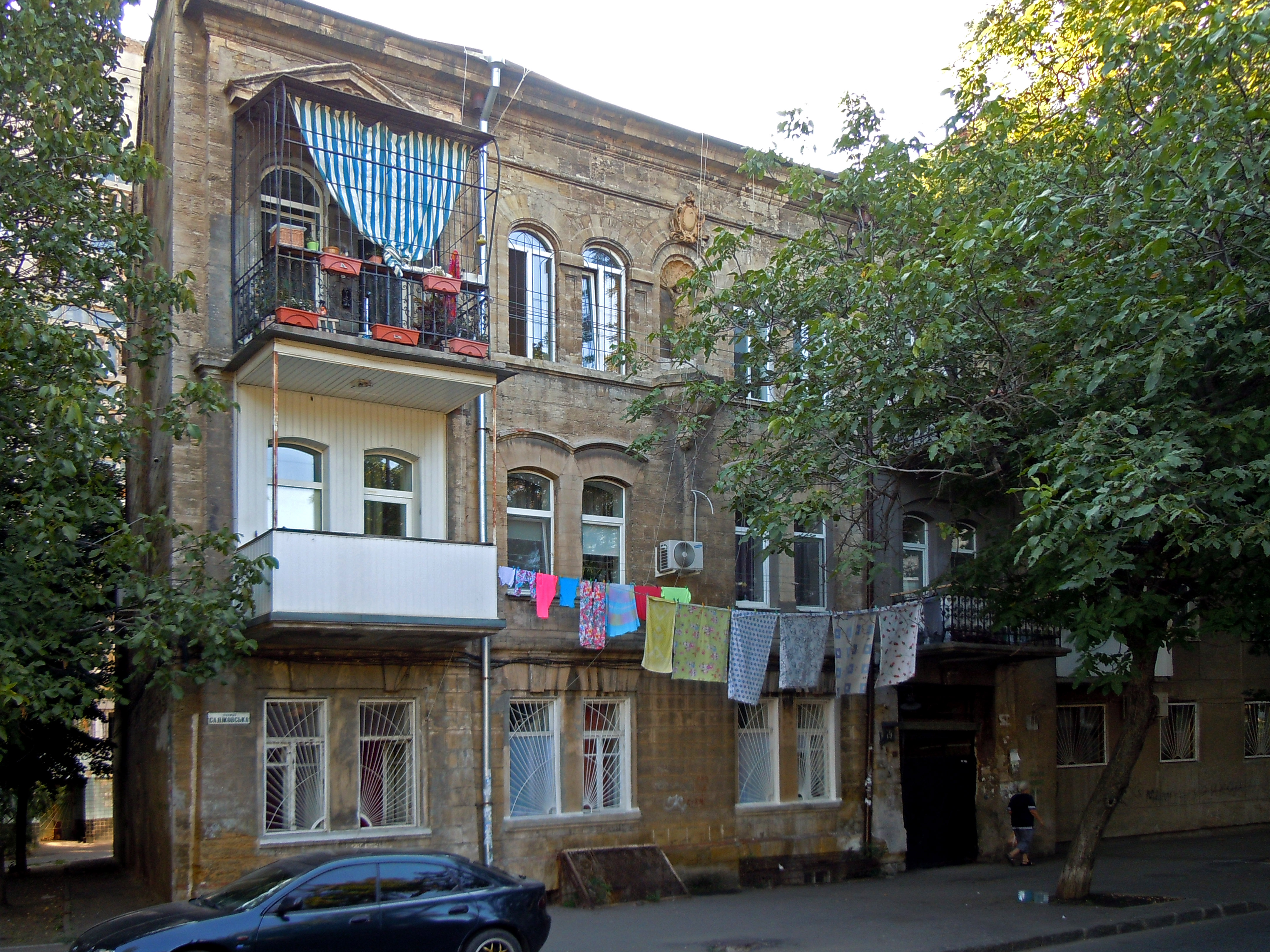
Будинок С. Д. Кравченкова, 1907
Успенська церква в Коробчиному (1908)